# Курск
Курск — город областного значения, расположенный на юге Центральной России, административный центр Курской области, а также Курского района. В состав административного и муниципального района не входит, образует самостоятельный городской округ, который носит название «город Курск».
Расположен в 519 км к югу от Москвы в центральной части Курской области. В средние века — столица Курского княжества, в 1918 году — место пребывания Временного рабоче-крестьянского правительства Украины.
Археологические исследования показывают, что на месте нынешнего Знаменского монастыря Курска существовал крупный населённый пункт не позднее VIII века. С 1508 года — южный пограничный город в составе Московского государства. В том же году началось его восстановление как города-крепости. В 1797 году ему присвоен статус губернского города. Курск — место кровопролитных боёв Великой Отечественной войны, «Город воинской славы» (с 27 апреля 2007 года), награждён орденом Отечественной войны I степени «за мужество и стойкость, проявленные трудящимися города в годы Великой Отечественной войны, а также успехи в хозяйственном и культурном строительстве» (9 апреля 1980 года).
Курск обладает крупным промышленным комплексом, научно-образовательными центрами. Курск — транспортный узел центральной России.

## Этимология

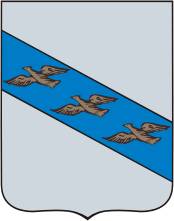
Герб 1780 года «синяя полоса и на ней три летящие куропатки»

Этимологически древнерусское «Курьскъ» происходит от названия реки Кур. Центр Курска расположен на двух холмах, по правому берегу реки Тускарь, при впадении в неё реки Кур. Гидроним, возможно, связан с угро-финским термином курья — «речной залив, узкий проток реки, заводь». Хотя по преданию, именно Кур когда-то был полноводной, судоходной рекой, а после обмелел. Если посмотреть географически, то в том месте, где сейчас протекает Кур, с двух сторон идут возвышенности, слева по течению — район улицы Пушкарная (1-я, 2-я, 3-я Пушкарная, 1-я, 2-я, 3-я Офицерская) — справа Казацкая (Нижняя Казацкая, Верхняя Луговая, Заречная и др.) — возможно, всё это и есть место, где протекал Кур. Такой же рельеф можно наблюдать по всей длине реки.

## История
Предположительно, ещё в X в. на месте будущего древнерусского города Курска находилось укрепленное поселение славян из племени северян. Вместе с тем, остатки северянских (роменских) жилых или хозяйственных построек на территории Курского городища пока не обнаружены.
Первое письменное упоминание о Курске обнаруживается в «Житии Феодосия Печерского», составленном Нестором-летописцем в 1107—1108 годах. Согласно данному тексту, будущий святой вместе с родителями приехал в Курск из города Василёва. В отношении датировки этого события существуют различные версии, но наиболее правдоподобным выглядит предположение, что оно имело место в 1036 году или вскоре после этого. Широко распространённое утверждение об упоминании Курска в «Житии Феодосия Печерского» под 1032 годом не имеет под собой серьёзных оснований. В «Житии Феодосия Печерского» Курск описывается как крупный город с развитой торговлей и значительным количеством жителей.
В Лаврентьевской летописи Курск упоминается под 1095 годом. 1095 год считается также годом основания Курского удельного княжества, существовавшего В XI—XIII веках.
Первым курским князем был Изяслав Владимирович, сын Владимира Мономаха. Изяслав построил в Курске крепость, и с конца XI века это — один из мощнейших форпостов на границе Киевской Руси (первоначальные курские укрепления разобраны в середине XVII века). Находка 40 свинцовых пломб дрогичинского типа середины XII века свидетельствует о нахождении здесь военно-административного центра.
В 1185 году князь Всеволод Курский, правивший также в Трубчевске, направил дружину против половцев; этот неудачный поход русских князей описан в «Слове о полку Игореве». Позже куряне участвовали в битве на Калке.
В 1238 году город был полностью разрушен татаро-монголами, после чего Курским княжеством фактически управлял ханский баскак, откупавший у хана Золотой Орды дани княжества. В 1285 году Курск был снова разорён до основания ордой Ногая в ответ на выступление рыльского и воргольского князя Олега вместе с липовичским князем Святославом против татарского баскака Ахмата в 1283 году.
В 1362 году на реке Синие Воды великий князь литовский Ольгерд «победи трех парков татарских з ордами их, си есть Котлубаха, Качбея, Дмитра», после чего стремительно и, видимо, без серьёзного сопротивления, в течение нескольких последующих лет присоединяет к своим владениям огромную территорию от Киева до Дона. С этого момента по конец XV века, то есть на протяжении почти полутораста лет Курск, как и все Северские земли являлся составной частью могучего Великого Княжества Литовского.
О нахождении в XIV—XVI веках на территории древнерусского Курска постоянного или временного поселения хотя бы сельского типа никаких материальных подтверждений до сих пор не имеется. Курск в этот период упоминается в нескольких русских, литовских и татарских источниках. Так, трактат великого князя литовского Свидригайло с Тевтонским орденом, подписанный в 1432 году, называет среди владений князя «Rylesk, Putywl, Chotmisl, Kuresk cum multis districtibus, Donyesk cum multis districtibus, Oskol, Milolubl, Muszeczcum multis districtibus». Также Курск упоминается в «Списке русских городов дальних и ближних» (не позднее 1381 года), договорной грамоте великого князя литовского Сигизмунда с ханом Саип-Гиреем (1540 год). Но эти упоминания носят чисто условный характер: Курск указан не в связи с какими-либо конкретными событиями, как в XI—XIII веках, а лишь как некий топографический маркер для обозначения владельческих прерогатив на территорию региона. Только в качестве топографического ориентира выступает «Курск» и в разрядной книге 1475—1598 годов (сказано, что летом 1557 года здесь встал на стоянку отряд воевод М. П. Репнина и П. И. Татева). О Курске нет ни слова в духовных грамотах (завещаниях) Ивана III и Ивана IV, а также в списке городов, возвращенных Литвой Русскому государству по условиям перемирия 1503 года, завершившего Русско-литовскую войну 1500—1503 годов (при том, что в духовной грамоте Ивана IV из южнорусских городов упомянуты и Мценск, и Рыльск, и Путивль, и Карачев). Наконец, вплоть до 1596о года по Курску, в отличие от тех же Рыльска и Путивля, не известно ни одного наместника или воеводы.
В конце XVI и в XVII веке Курск — важный оборонительный пункт Русского государства (вошёл в его состав в 1508 году) на границах с Речью Посполитой и Диким полем. Известны упоминания о Курске в «Книге Большого Чертежа» (1517 года), в указе Ивана IV Грозного (1582; государь приказывал ссылать «кромешников, мятежников, бунтарей» «в окраинные города Севск и Курск»). В XV — начале XVI века набеги крымских татар и ногайцев привели к запустению города.
Только спустя почти столетие после присоединения Курска к Русскому государству город возник заново на новом месте (на двух холмах, по правому берегу реки Тускори, при впадении в неё реки Кура); датой повторного основания Курска считается 1586 год.
Летом 1596 года по указу царя Федора Ивановича «на старом Курском городище» была заложена новая деревянная крепость, сооружение которой было завершено осенью. В 1616 году в гарнизоне Курской крепости насчитывалось свыше 1,3 тыс. человек.
В начале XVII века на Курск неоднократно нападали польско-литовские отряды (в 1612, 1616, 1617, 1634 годах), крымские татары, ногайцы, но при этом курская крепость так и не была взята. Особо тяжёлыми были осада 1612 года и осада 1634 года. В Курск были переселены жители из Орла и других южнорусских городов (в 1678 году в Курске уже насчитывалось 2,8 тыс. жителей). Город развивался благодаря выгодному географическому положению (кратчайший путь из Москвы в Крым, отходящая от Курска дорога на Киев). Был организован литейный двор, развивались квасной и соляной промыслы. Велась активная торговля (главным образом, хлебная) с малорусскими землями (в середине XVII века построен Гостиный двор). Город входил в систему Белгородской оборонительной черты, а позже был в составе Белгородского разряда. В 1657 года вошёл в Белгородскую епархию.
В 1708 году Курск был приписан к Белгородской провинции Киевской губернии, в 1727 году — Курск стал уездным городом Белгородской губернии, а с 1779 года это — центр (главный город) Курского наместничества (первым наместником Курска был генерал-фельдмаршал П. А. Румянцев). В 1785 году, в год образования городской Думы, в Курске насчитывалось 7 590 жителей. С 1797 года он являлся центром (губернским городом) Курской губернии (первым губернатором был С. Д. Бурнашев). В XVIII веке Курск становится крупным торговым городом и окончательно теряет пограничное значение. В нём получили развитие кожевенное, кирпичное, известковое производство, строились многочисленные каменные сооружения (торговые ряды и др.). В Курске действовала судоходная компания (управлял ею сам губернатор), — торговые суда отправлялись вниз по Сейму в сторону Киева.

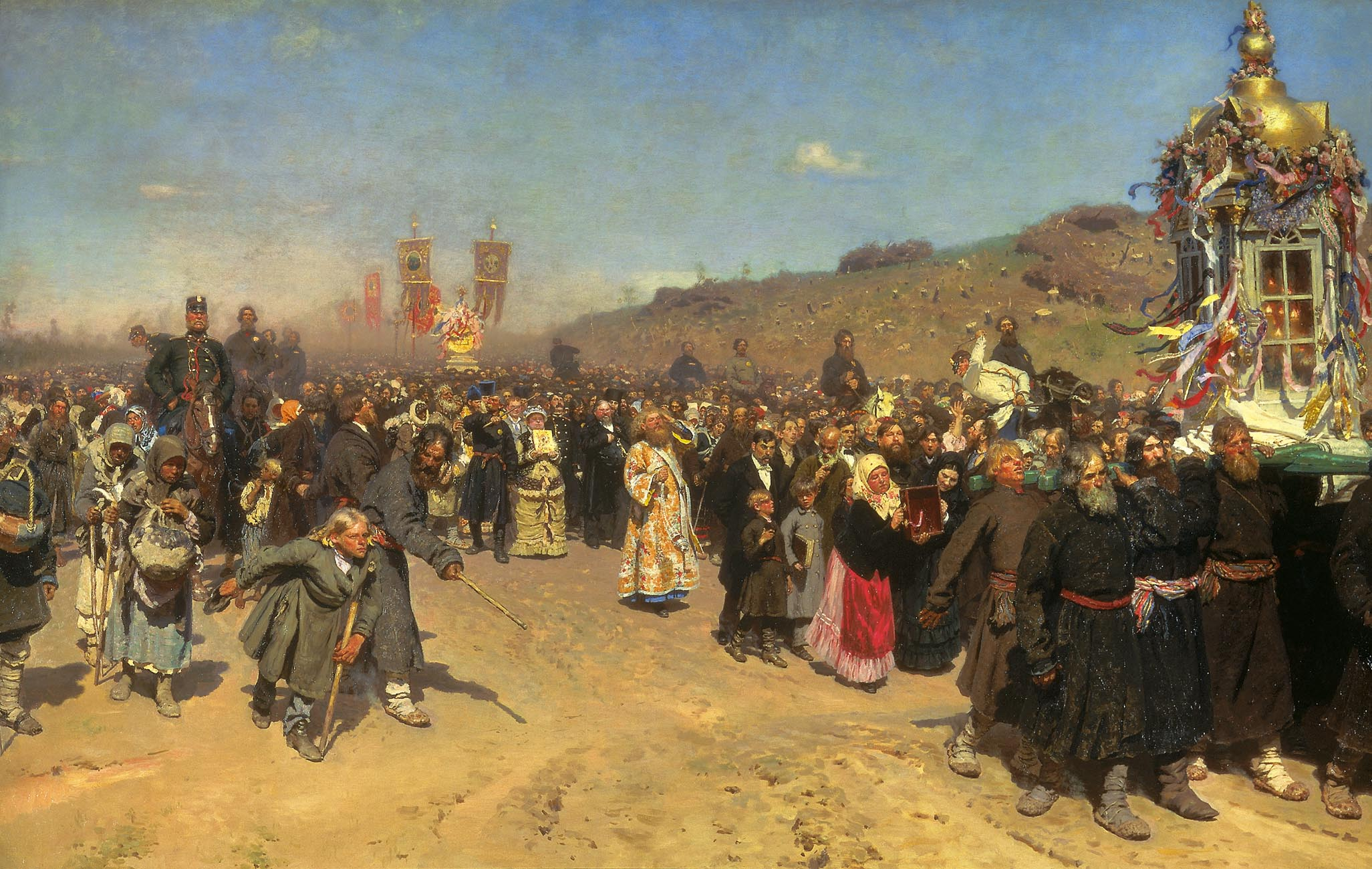
Илья Репин. «Крестный ход в Курской губернии»

Главным событием города был (и до сих пор проводится) ежегодный крестный ход из Знаменского монастыря (основан в 1612 году) в Коренную пустынь, рядом с которой возникла Коренская ярмарка, одна из крупнейших в стране (в 1878 году переведена в Курск).
После большого пожара, опустошившего Курск в 1781 году, 26 февраля 1782 года Екатериной ΙΙ утверждён «План губернскому городу Курску» — первый генеральный план Курска. Согласно плану центральное положение должны были занять торговые ряды (которые и были возведены на центральной площади, получившей название Красной). В 1768 году появилась каменная Ильинская церковь (была известна своим хором певчих), в 1778 году построен кафедральный Сергиево-Казанский собор в стиле барокко; к 1778 году был завершён Троице-Сергиевский собор с богатым внутренним убранством.
В 1780 году в городе была открыта первая школа, в 1783 году — благородное училище. В 1808 году была организована мужская гимназия, в 1817 году — духовная семинария. Женская гимназия открылась в Курске лишь в 1870 году.

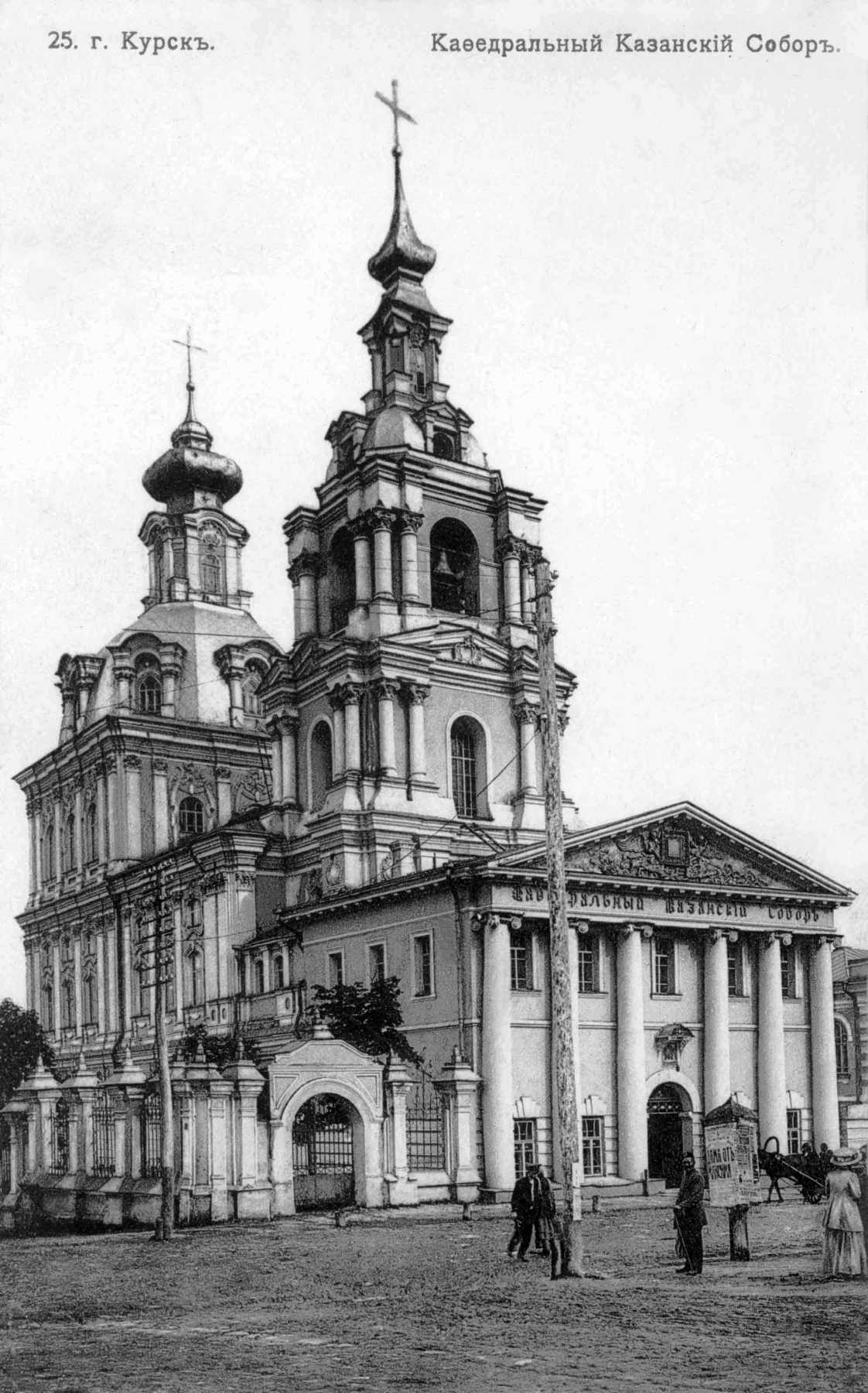
Сергиево-Казанский кафедральный собор. Почтовая карточка начала XX века

В 1797 году в Курске заработала типография. Первоначально издавалась преимущественно художественная литература. В 1792 году в городе появился театр (частный, братьев Барсовых), на сцене которого в 1805 году дебютировал Михаил Щепкин.
В начале XIX века Курск — не только торговый, но и промышленный центр. В 1846 году в городе насчитывалось 70 фабрик и заводов. В начале XIX века в городе уже имелась гостиница (содержалась полковницей Полторацкой). В память о событиях 1812 года в городе был возведён Знаменский собор (освящён в 1826 году).

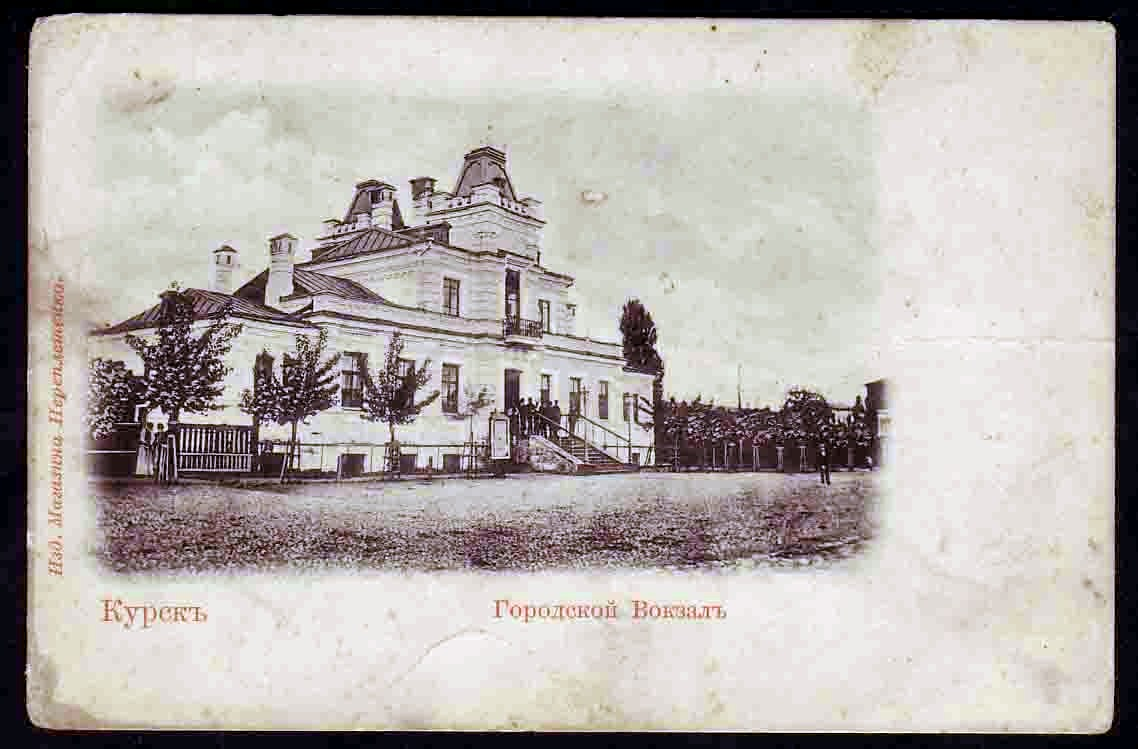
Городской вокзал (Курск II) на дореволюционной открытке. Здание не сохранилось

С конца 1868 года Курск — узловая станция железных дорог (движение по железной дороге Москва — Курск было открыто 30 сентября 1868 года, когда Александр II, возвращаясь из Крыма, специальным поездом отправился из Курска в Москву). В 1878 году от станции Курск, находившейся в Ямской слободе (сейчас часть Железнодорожного округа Курска), была отведена железнодорожная ветка в центр города, где был построен городской вокзал (Курск II). В конце XIX века Курск становится важным центром пищевой промышленности (мукомольной и сахарной); в 1883 был введён в эксплуатацию свечной завод (с 1935 — химфармзавод). Быстро развивалось городское благоустройство: 1874 годом датируется появление водопровода, 1897 — трамвайного движения (организованного бельгийским Акционерным обществом Железной дороги в Курске («Tramways de KOURSK»), которое также проводила работы по освещению улиц). После выкупной реформы 1861 в городе стали открываться банки — филиал Международного коммерческого, городской общественный и др.

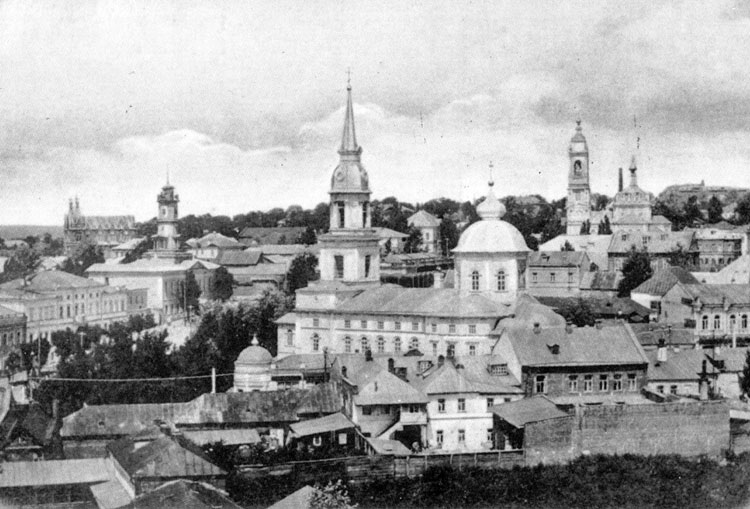
Церковь на Флоровской улице (ныне улица Радищева) была построена в 1779—1781 годах. Закрыта и взорвана в 1935 году

По состоянию на 1900 год город Курск благодаря своему расположению имел очень живописный вид. Масса зелени, все береговые склоны реки Тускори были заняты плодовыми садами, относительно небольшое количество фабрик и заводов, выгодно отличали его среди прочих губернских городов, расположенных в южной части средней России.
В 1903 году принял первых посетителей курский краеведческий музей. Вскоре в Курске появились первые кинотеатры («Иллюзион», «Мираж», «Гигант» и др.), крупная библиотека с читальным залом, два общественных сада — Лазаревский и «Ливадия», в последнем действовал летний театр. В 1896 году в городе был построен католический храм в неоготическом стиле, отреставрированный и вновь переданный Церкви в конце XX века. Всего в начале XX века в городе действовали 21 православная и одна единоверческая церковь, католическая церковь, две синагоги, лютеранские церкви, мужской и женский монастыри.

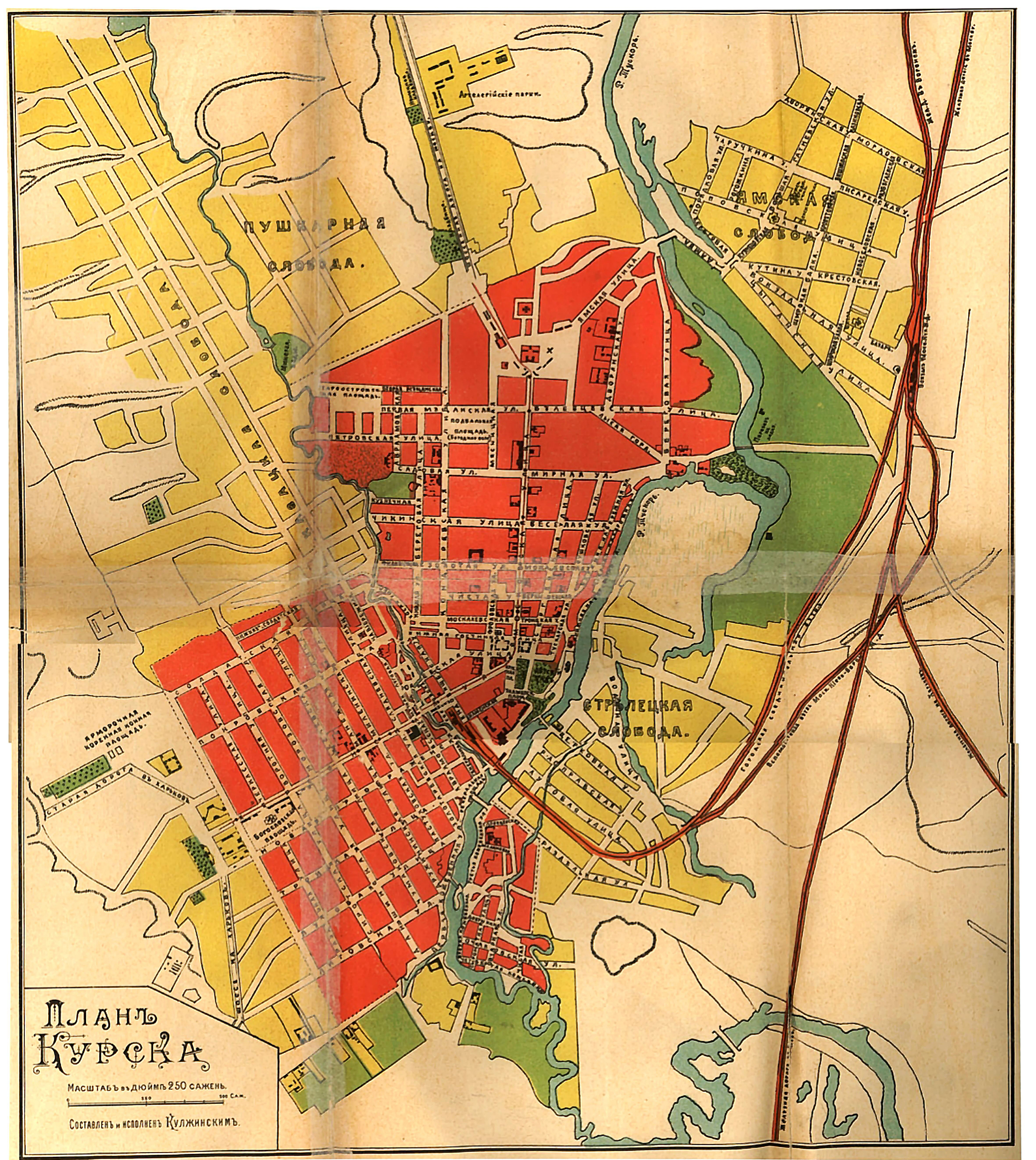
«План Курска, составленный и исполненный Кулжинским». «Курский сборник, с путеводителем по городу Курску и планом города» / под ред. Н. И. Златоверховникова. — Вып. 1. — 1901

В начале XX века при доминирующей роли пищевой промышленности (в Курске действовал пивоваренный Завод № 1, один из крупнейших в России, принадлежавший А. К. Квилицу) получили развитие и другие отрасли промышленности; так, в 1900-е годы в городе появились 4 ситопробойные мастерские (из них крупнейшей была мастерская Тихонова, продукция которой отправлялась на внешний рынок — в Германию, Австро-Венгрию и др.). Было организовано несколько машиностроительных предприятий (в 1914 их насчитывалось 7, из них одно — железнодорожное). Условия работы на курских предприятиях были тяжёлыми, нередко поднимались забастовки (например, в 1901—1903 бастовали рабочие курских сахарных заводов). Курские рабочие участвовали во всеобщей политической стачке во время революции 1905—1907 годов; проведение стачки было организовано курскими железнодорожниками.

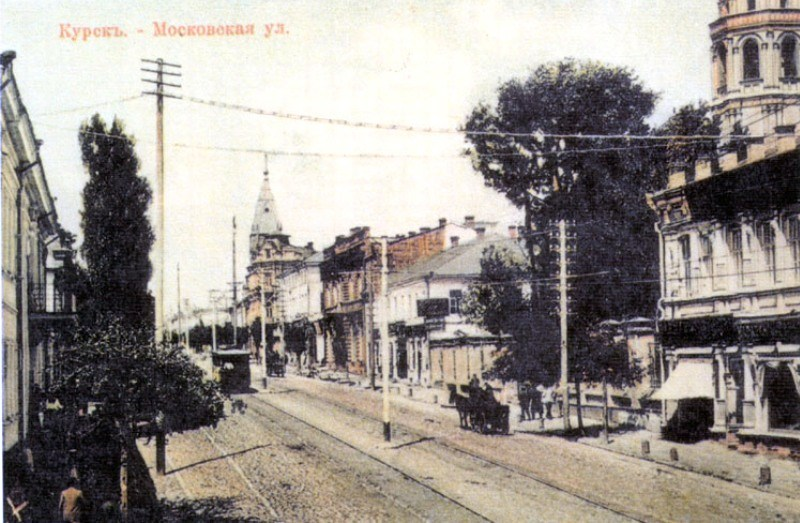
Московская улица (ныне улица Ленина) в Курске. Начало XX века

26 ноября (9 декабря) 1917 года в городе была установлена советская власть. 28 ноября 1918 года в городе было сформировано Временное рабоче-крестьянское правительство Украины. В дальнейшем оно переместилось в город Суджа. 20 сентября 1919 года в город вошли войска добровольцев под командованием генерала Деникина. 19 ноября 1919 Курск захватила Красная армия.
В 1932 году в состав Курска была включена Ямская Слобода, в 1935 году в неё был пущен трамвай. В 1936 году территория города Курска была разделена на Ленинский район (левый берег Кура), Дзержинский район (правый берег Кура) и Кировский район (Ямская слобода). В 1937 году был создан Сталинский район (южная окраина города). В 1939 году Казацкая Слобода, Пушкарная Слобода, Стрелецкая Слобода и окраина Села Рышково (железнодорожная станция и строительная площадка) вошли в состав Курска, при этом Казацкая Слобода в Дзержинский Район, Пушкарная Слобода в Ленинский Район, Стрелецкая Слобода в Кировский Район.

### Великая Отечественная война

Схематический план города Курска 1941 года, составленный для нужд германской армии

В начале Великой Отечественной войны Курск обороняла не только Красная армия, но и народное ополчение. 29 августа 1941 года Курск подвергся первой бомбёжке немецкой авиацией. В Курске были сформированы 4 полка народного ополчения и несколько истребительных батальонов, которые приняли участие в оборонительных боях. В начале ноября немецкие войска подступили к городу, 1—2 ноября шли оборонительные бои за город; в ночь на 3 ноября Курск был сдан врагу (по другим данным 4 ноября). Город сильно пострадал во время боёв при освобождении от немецкой оккупации, продолжавшейся до 8 февраля 1943, когда город освободила 60-я армия под командованием генерала И. Д. Черняховского; во время оккупации около трёх тысяч жителей города было расстреляно, почти десять тысяч — угнано в Германию, свыше 10 тысяч жителей Курска умерло от голода и эпидемий. Общий материальный ущерб от разрушений во время оккупации и боёв за город составил более 742 миллионов рублей.
Освобождён частями Воронежского фронта в ходе Харьковской наступательной операции, проводившейся 2 февраля — 3 марта 1943 года.
8 февраля освобождён г. Курск войсками 121-й сд (полковник Бушин, Михаил Алексеевич), 132-й сд (полковник Шкрылев, Тимофей Калинович), 280-й сд (полковник Голосов, Дмитрий Николаевич), 322-й сд (подполковник Перекальский, Степан Николаевич), 248-й курсантской стрелковой бригады (полковник Гусев, Иван Андреевич); 79-й тбр (подполковник Высоцкий, Фёдор Прокофьевич) 60-й армии Воронежского фронта. Последние бои в Курске закончились 9 февраля.
Так же памятна Курская битва (5 июля 1943 — 23 августа 1943, она же Битва на Курской дуге, в ходе которой Красная армия остановила фашистское наступление, подготовленное ими под названием операция «Цитадель» (нем. unternehmen Zitadelle), и, сама перейдя в наступление, «распрямила „Курскую дугу“», освободив земли на её флангах (в том числе города Орёл и Белгород). Курская битва по своему размаху, привлекаемым силам и средствам, напряжённости, результатам и военно-политическим последствиям, является одним из ключевых сражений Великой Отечественной войны. Курская битва продолжалась сорок девять дней — с 5 июля по 23 августа 1943 года.
За время войны 245 курян стали Героями Советского Союза, 85 — полными кавалерами ордена Славы ВОВ.

### Послевоенный период
Восстановление предприятий города началось уже в феврале 1943; тогда же возродилась и культурная жизнь города — 19 февраля открылся кинотеатр, 27 февраля — драматический театр. 6 октября 1949 года в состав города вошла территория завода «Аккумулятор», а уже в 1953 сюда был пущен трамвай. К 1950 городское хозяйство было полностью восстановлено. 24 февраля 1955 года в состав Курска были включены деревни 1-е Ламоново и 2-е Ламоново, входившие ранее в Рышковский сельсовет Стрелецкого района (ныне Курский район), деревни Дворецкая Поляна и 2-е Цветово, входившие ранее в Ново-Поселёновский сельсовет Стрелецкого района. 17 августа 1956 года Сталинский район переименован в Промышленный район, а Дзержинский район упразднён, его территория была разделена между Промышленным и Ленинским районами. 12 июня 1972 года в состав Курска были включены деревни Поповка и Мурыновка, входившие ранее в Сапоговский сельсовет Стрелецкого района, сёла 1-е Нижнее Гуторово и 2-е Нижнее Гуторово, входившие ранее в Ворошневский сельсовет Ленинского района, деревни 3-е Цветово и 4-е Цветово, входившие ранее в Ново-Поселёновский сельсовет Стрелецкого района, западная часть села Рышково Рышковского сельсовета Стрелецкого района.
Ещё в 1930-х в городе появилось несколько крупных образовательных учреждений: в 1934 — педагогический институт (ныне Курский государственный университет), в 1935 — медицинский (ныне Курский государственный медицинский университет). Развитие системы образовательных учреждений продолжилось и в послевоенные годы: в 1956 начал работу сельскохозяйственный институт (ныне Курская государственная сельскохозяйственная академия), в 1964 — политехнический (ныне Юго-Западный государственный университет).
Курские радиолюбители с 1935 года могли принимать телевизионные передачи из Москвы. В 1960 году был образован Комитет по радиовещанию и телевидению при Курском облисполкоме. Первая передача местного телевидения вышла в эфир 14 января 1961 года.
Указом Президиума Верховного Совета СССР от 9 апреля 1980 года город Курск за мужество и стойкость, проявленные трудящимися города в годы Великой Отечественной войны, и за успехи, достигнутые в хозяйственном и культурном строительстве, награждён орденом Отечественной войны I степени.
До 2010 года Курск имел статус исторического поселения, однако Приказом Министерства Культуры РФ от 29 июля 2010 года № 418/339 город был этого статуса лишён.
После вторжения России на Украину 24 февраля 2022 года Курск подвергается периодическим атакам с её стороны. Над городом раздаются взрывы и работает ПВО. В результате военных действий пострадали, в частности, жилые дома, и ведутся споры, по вине которой из сторон. Также особенно интенсивно подвергается обстрелам Курский аэродром.

## География
На севере город граничит с Нижнемедведицким сельсоветом, на северо-востоке — с Щетинским, на востоке — с Клюквинским, на юго-востоке — с Рышковским, на юге — с Новопоселеновским, на юго-западе — с Ворошневским, на западе — с Моковским.
Крупнейшая река — Сейм, по городу протекают его притоки — Тускарь, Моква и Цветовский ручей, приток Тускари — Кур, протоки — Кривец и Ровец.

### Часовой пояс
Курск находится в часовой зоне МСК (московское время). Смещение применяемого времени относительно UTC составляет +3:00.
В соответствии с применяемым временем и географической долготой средний солнечный полдень в Курске наступает в 12:35.

### Климат
Климат города умеренно континентальный, средняя дневная температура в летние месяцы около +23…+25 °С (максимальная +39 °С), средняя температура в зимние месяцы около −6…-8 °С (минимальная −36 °С).
Город расположен в лесостепной зоне. Зима в среднем умеренно-холодная, хотя бывают и оттепели. Сильные морозы в городе бывают редко. Лето неустойчивое: ясная, жаркая погода часто сменяется прохладной, дождливой. Бывают грозы.
| Показатель                                | Янв.  | Фев.  | Март  | Апр.  | Май  | Июнь | Июль | Авг. | Сен. | Окт.  | Нояб. | Дек.  | Год   |
| ----------------------------------------- | ----- | ----- | ----- | ----- | ---- | ---- | ---- | ---- | ---- | ----- | ----- | ----- | ----- |
| Абсолютный максимум, °C                   | 7,5   | 9,5   | 18,9  | 28,1  | 32,6 | 36,5 | 36,2 | 37,0 | 33,0 | 26,8  | 17,7  | 10,2  | 38,8  |
| Средний суточный максимум, °C             | −5,3  | −4,8  | 0,6   | 11,4  | 19,3 | 22,8 | 24,6 | 23,6 | 17,6 | 9,9   | 1,9   | −3,3  | 10,2  |
| Средняя температура, °C                   | −8,1  | −8    | −2,7  | 6,8   | 14   | 17,6 | 19,4 | 18,2 | 12,6 | 6     | −0,6  | −5,8  | 6,1   |
| Средний суточный минимум, °C              | −11,1 | −11,2 | −5,8  | 2,7   | 8,8  | 12,5 | 14,4 | 13,3 | 8,3  | 2,7   | −3    | −8,4  | 2,2   |
| Абсолютный минимум, °C                    | −34,5 | −35,3 | −32,6 | −15,6 | −6,1 | 0,4  | 5,9  | 1,9  | −3,9 | −17,4 | −25   | −32,7 | −35,3 |
| Норма осадков, мм                         | 42    | 33    | 35    | 43    | 56   | 72   | 81   | 61   | 52   | 49    | 46    | 46    | 616   |
| Источник: Climatebase.ru, Погода и Климат |       |       |       |       |      |      |      |      |      |       |       |       |       |

| Показатель                    | Янв.  | Фев.  | Март  | Апр.  | Май  | Июнь | Июль | Авг. | Сен. | Окт.  | Нояб. | Дек.  | Год   |
| ----------------------------- | ----- | ----- | ----- | ----- | ---- | ---- | ---- | ---- | ---- | ----- | ----- | ----- | ----- |
| Абсолютный максимум, °C       | 8,5   | 9,5   | 18,9  | 28,1  | 32,6 | 36,5 | 37,2 | 38,8 | 33,0 | 26,8  | 17,7  | 10,2  | 38,8  |
| Средний суточный максимум, °C | −3,5  | −2,6  | 3,1   | 12,9  | 20,0 | 23,5 | 25,5 | 24,8 | 18,3 | 10,6  | 2,5   | −2,1  | 11,1  |
| Средняя температура, °C       | −5,9  | −5,5  | −0,3  | 8,2   | 14,8 | 18,4 | 20,3 | 19,4 | 13,5 | 6,9   | 0,1   | −4,3  | 7,1   |
| Средний суточный минимум, °C  | −8,3  | −8,2  | −3,4  | −3,9  | 9,8  | 13,5 | 15,4 | 14,4 | 9,3  | 3,8   | −2    | −6,6  | 3,5   |
| Абсолютный минимум, °C        | −34,5 | −35,3 | −32,6 | −15,6 | −6,1 | 0,4  | 6,1  | 1,9  | −3,9 | −17,4 | −25   | −32,7 | −35,3 |
| Норма осадков, мм             | 47    | 41    | 45    | 41    | 56   | 65   | 78   | 47   | 63   | 58    | 44    | 47    | 632   |
| Источник: Погода и климат     |       |       |       |       |      |      |      |      |      |       |       |       |       |

| Показатель                       | Янв. | Фев. | Март | Апр. | Май  | Июнь | Июль | Авг. | Сен. | Окт. | Нояб. | Дек. | Год   |
| -------------------------------- | ---- | ---- | ---- | ---- | ---- | ---- | ---- | ---- | ---- | ---- | ----- | ---- | ----- |
| Средний суточный максимум, °C    | −5,4 | −3,2 | 2,5  | 13,4 | 21,6 | 24,2 | 26,5 | 25,9 | 19,0 | 9,8  | 3,3   | −1,8 | 11,3  |
| Средняя температура, °C          | −7,2 | −5,4 | −0,4 | 8,9  | 16,4 | 19,2 | 21,5 | 20,7 | 14,6 | 6,7  | 1,5   | −3,3 | 7,7   |
| Средний суточный минимум, °C     | −9,1 | −7,6 | −3,4 | 4,4  | 11,3 | 14,2 | 16,5 | 15,5 | 10,2 | 3,6  | −0,3  | −4,9 | 4,2   |
| Среднее число дней с осадками    | 17,4 | 12,9 | 13,8 | 10,1 | 11,2 | 10,8 | 13,2 | 8,0  | 8,8  | 11,7 | 13,6  | 20,3 | 151,9 |
| Норма осадков, мм                | 56   | 38   | 51   | 30   | 48   | 76   | 66   | 48   | 47   | 55   | 42    | 70   | 626   |
| Среднее число дней с заморозками | 28,9 | 25,6 | 22,2 | 4,3  | 0,0  | 0,0  | 0,0  | 0,0  | 0,0  | 6,8  | 14,9  | 25,4 | 128,0 |
| Источник: pogodaonline.ru        |      |      |      |      |      |      |      |      |      |      |       |      |       |

### Экология
Курск — один из самых экологически чистых крупных городов России. Так в 2013 году Курск был признан самым экологически чистым крупным городом России согласно рейтингу Министерства природных ресурсов и экологии РФ, составленному по данным за 2012 год.

## Современный Курск

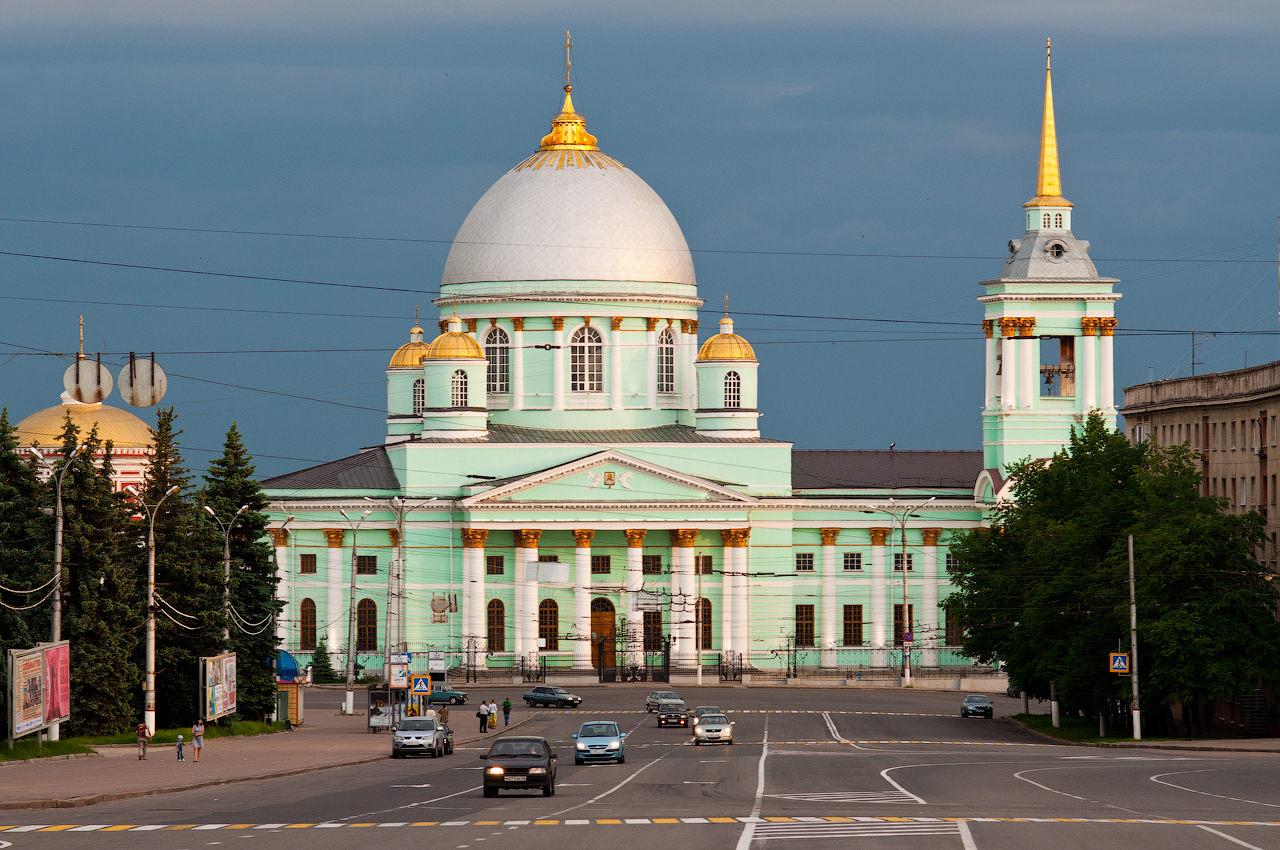
Знаменский кафедральный собор

Курск богат памятниками архитектуры XIX столетия. Наиболее значительные — особняк купца Хлопонина (середина XVIII века), Дом казначея (конец XVIII века), Сергиево-Казанский собор (1778), здание бывшего Дворянского собрания (конец XIX века), здание бывшей мужской гимназии, здание городской больницы № 1 («дом Денисьева», XVIII век). В городе — много музеев (Курский государственный областной краеведческий музей, Литературный музей, Музей Курской битвы, трамвая, автомобильного транспорта, истории локомотивного депо, противопожарного дела, Зоологический музей Курского Государственного Университета, областной музей археологии, Военно-исторический музей «Юные защитники родины» и др.), 3 выставочных зала, 8 библиотек, 3 театра, планетарий, 14 домов культуры, 9 кинотеатров, 33 храма, в 1990-х открыты духовные семинария и гимназия.
Архитектура современного города становится всё более разнообразной. Активно перестраиваются центральные улицы. В последние годы здесь были возведены здания торгового центра на перекрёстке с ул. Садовой, а также торгового центра «Пушкинский», внёсшие заметные изменения в облик города.
Доступный Интернет появился в городе в марте 2007 года, с появлением новых провайдеров. В настоящий момент аудитория интернет-пользователей в Курске стремительно развивается. Растёт число сетевых СМИ, освещающих жизнь курского региона, открываются крупные сетевые проекты.
Также появилось немалое количество кафе, магазинов и торговых центров, которые предоставляют возможность доступа в интернет посредством соединения WI-FI.
Во многие учебные учреждения города Курска внедряются информационные технологии, учащихся обеспечивают бесплатным доступом к сети интернет для облегчения поиска информации.
На 2006 год в городе действовало 7 гостиниц, 7 стадионов, 2 спортивных клуба, спортивная школа, плавательный бассейн, ипподром, картодром, аквапарк. Имеется шахматный клуб.
Объём отгруженных товаров собственного производства, выполненных работ и услуг собственными силами за 10 месяцев 2007 года 29 500,9 млн рублей.
В 2012 году Курск отметил своё 980-летие, в 2009 году впервые за последние 90 лет на месте своего обретения побывала Курская-Коренная икона Божией Матери «Знамение» (Знамение Коренно-Курская), самая почитаемая икона в Русской Зарубежной Церкви, получившая наименование Одигитрия русского рассеяния.
28 октября 2011 года впервые за 30 лет в городе открыта новая пожарная часть по охране Центрального округа, часть оснащена современным оборудованием и техникой, позволяющей решать задачи пожарной охраны в любых условиях. На вооружении части 2 пожарные автоцистерны и пятидесятиметровый коленчатый подъёмник, начальником части назначен майор внутренней службы Вялых А. Ю.
2 апреля 2019 года было объявлено об отставке с должности мэра Курска Н. И. Овчарова, который возглавлял городскую администрацию более десяти лет. Вопрос о сложении полномочий инициировал на сессии сам глава администрации. Исполняющим обязанности мэра был утверждён С. Н. Малахов, ранее занимавший должность первого заместителя.

## Административное деление
Город разделён на три округа:
- Центральный
- Железнодорожный
- Сеймский

## Население
| 1811     | 1825     | 1833     | 1840     | 1847     | 1856     | 1862     | 1863     | 1867     | 1870     | 1885     |
| -------- | -------- | -------- | -------- | -------- | -------- | -------- | -------- | -------- | -------- | -------- |
| 23 500   | ↘15 800  | ↗20 050  | ↗30 469  | ↘24 776  | ↗40 771  | ↘34 196  | ↘28 565  | ↗28 921  | ↗31 754  | ↗49 657  |
| 1897     | 1910     | 1913     | 1914     | 1917     | 1920     | 1923     | 1926     | 1931     | 1933     | 1937     |
| ↗75 721  | ↗82 456  | ↗85 400  | ↗87 800  | ↘53 565  | ↘48 825  | ↗56 067  | ↗96 928  | ↘92 280  | ↗102 500 | ↗104 667 |
| 1939     | 1956     | 1959     | 1962     | 1967     | 1970     | 1973     | 1975     | 1976     | 1979     | 1982     |
| ↗119 977 | ↗179 000 | ↗204 712 | ↗228 000 | ↗255 000 | ↗284 162 | ↗327 000 | ↗353 000 | →353 000 | ↗375 345 | ↗397 000 |
| 1985     | 1986     | 1987     | 1989     | 1990     | 1991     | 1992     | 1993     | 1994     | 1995     | 1996     |
| ↗405 000 | ↗409 000 | ↗434 000 | ↘424 239 | ↗426 000 | ↗433 000 | ↗435 000 | ↗437 000 | ↗439 000 | ↘438 000 | →438 000 |
| 1997     | 1998     | 1999     | 2000     | 2001     | 2002     | 2003     | 2004     | 2005     | 2006     | 2007     |
| ↗444 000 | ↘441 000 | ↗445 400 | ↘443 500 | ↘437 400 | ↘412 442 | ↘412 400 | ↘408 400 | ↘406 400 | ↘405 500 | ↗405 900 |
| 2008     | 2009     | 2010     | 2011     | 2012     | 2013     | 2014     | 2015     | 2016     | 2017     | 2018     |
| ↗408 100 | ↗410 840 | ↗415 159 | ↘414 600 | ↗423 181 | ↗428 741 | ↗431 171 | ↗435 117 | ↗443 212 | ↗449 063 | ↘448 733 |
| 2019     | 2020     | 2021     | 2023     | 2024     | 2025     |          |          |          |          |          |
| ↗449 556 | ↗452 976 | ↘440 052 | ↘434 703 | ↗436 678 | ↘434 696 |          |          |          |          |          |

На 1 января 2025 года по численности населения город находился на 46-м месте из 1124 городов Российской Федерации.

### Национальный состав
По итогам переписи населения 2020 года проживали следующие национальности (национальности менее 0,1 % и другое, см. в сноске к строке «Другие»):
| Национальность | Численность, чел. | Доля     |
| -------------- | ----------------- | -------- |
| Русские        | 295 827           | 67,23 %  |
| Украинцы       | 2158              | 0,49 %   |
| Армяне         | 1341              | 0,30 %   |
| Другие         | 140 726           | 31,98 %  |
| Итого          | 440 052           | 100,00 % |

### Языковой состав
По данным переписи 1897 года:
| Язык                       | Численность, чел. | Доля     |
| -------------------------- | ----------------- | -------- |
| Русский («великорусский»)  | 69 985            | 92,42 %  |
| Украинский («малорусский») | 1 986             | 2,62 %   |
| Еврейский                  | 1 515             | 2,00 %   |
| Польский                   | 1 222             | 1,61 %   |
| Немецкий                   | 371               | 0,50 %   |
| Татарский                  | 268               | 0,35 %   |
| Другие                     | 374               | 0,50 %   |
| Итого                      | 75 721            | 100,00 % |

В настоящее время официальным и основным языком города является русский.

### Названия жителей
В домонгольских летописях для обозначения названия жителей Курска использовались только слова «куря́нин», «куря́нка», «куря́не». После восстановления города, в документах XVII — начала XX века использовались варианты «курча́нин», «курча́нка», «курча́не» и «куря́к», «куря́чка», «куряки́». В настоящий момент эти варианты считаются устаревшими, и для обозначения жителей вновь используются архаичные названия «куря́нин», «куря́нка», «куря́не».

## Награды
Советский период
- Орден Отечественной войны 1-й степени (1980) — за мужество, проявленное населением города во время Великой Отечественной войны.

Современная Россия
- Город Воинской славы (27 апреля 2007 год) — за мужество, стойкость и массовый героизм, проявленный в борьбе за свободу и независимость Отечества.

## Официальная символика

### Герб
Герб Курска утверждён решением Малого совета Курского горсовета народных депутатов № 48 27 февраля 1992 года. Современный герб представляет собой исторический герб города, известный с XVIII века: в серебряном щите лазуревая перевязь — лента, на которой изображены три летящие куропатки.

### Флаг
Флаг Курска в соответствии с решением Курского городского Собрания от 26 мая 2000 года № 56-2-РС представляет собой прямоугольное полотнище лазуревого цвета с диагональной полосой сине-голубого цвета. На сине-голубой полосе изображены три летящие куропатки серебряного цвета. Ширина диагональной полосы составляет одну треть ширины флага. Отношение ширины флага к его длине — 2:3.

### Гимн
«Гимн города Курска» установлен официальным символом Курска в соответствии с решением Курского городского Собрания от 25 июля 2007 года № 360-3-РС. Слова гимна написаны Вадимом Корнеевым, музыка — Юрием Пятковским.

## Промышленность
Современный Курск — крупный промышленный центр. В городе развита электротехническая промышленность, приборо- и станкостроение, производство машин и оборудования для аграрного сектора, пищевой и перерабатывающей промышленности, производство торгового оборудования, подшипников и аккумуляторов, производство химических волокон и резинотехнических изделий, мебели, производство лекарств, пищевая промышленность и др. Энергетические предприятия города — Курская ТЭЦ-1, Курская ТЭЦ-4 и Курская ТЭЦ СЗР.
Объём отгруженных товаров собственного производства, выполнено работ и услуг собственными силами обрабатывающие производства за 2010 год на 43,1 млрд рублей.
В отрасли промышленного производства города наибольшие объёмы отгружённой продукции имеют:
- химическое производство и резиновых и пластмассовых изделий 23,0 %
- производство пищевых продуктов, включая напитки 53,0 %
- производство машин и электрооборудования 67,7 %
- производство неметаллических минеральных продуктов 39,4 %

Крупнейшие промышленные предприятия города Курска:
- ОАО «Авиаавтоматика им. В. В. Тарасова» (Завод «Прибор»)
- Курская подшипниковая компания «АПЗ-20»
- Курский завод КПД
- Курский завод «Аккумулятор»
- ООО «Курскхимволокно»
- ОАО «Курскрезинотехника»
- АО «Электроагрегат»
- Курский завод строительных конструкций
- ООО «Фармстандарт-Лексредства»
- ООО «Спецтехнология-Агро»
- ОАО «Курский электроаппартный завод» (КЭАЗ)
- ЗАО «Счётмаш»
- ООО НПО «Композит».

## Транспорт

### Железнодорожный транспорт

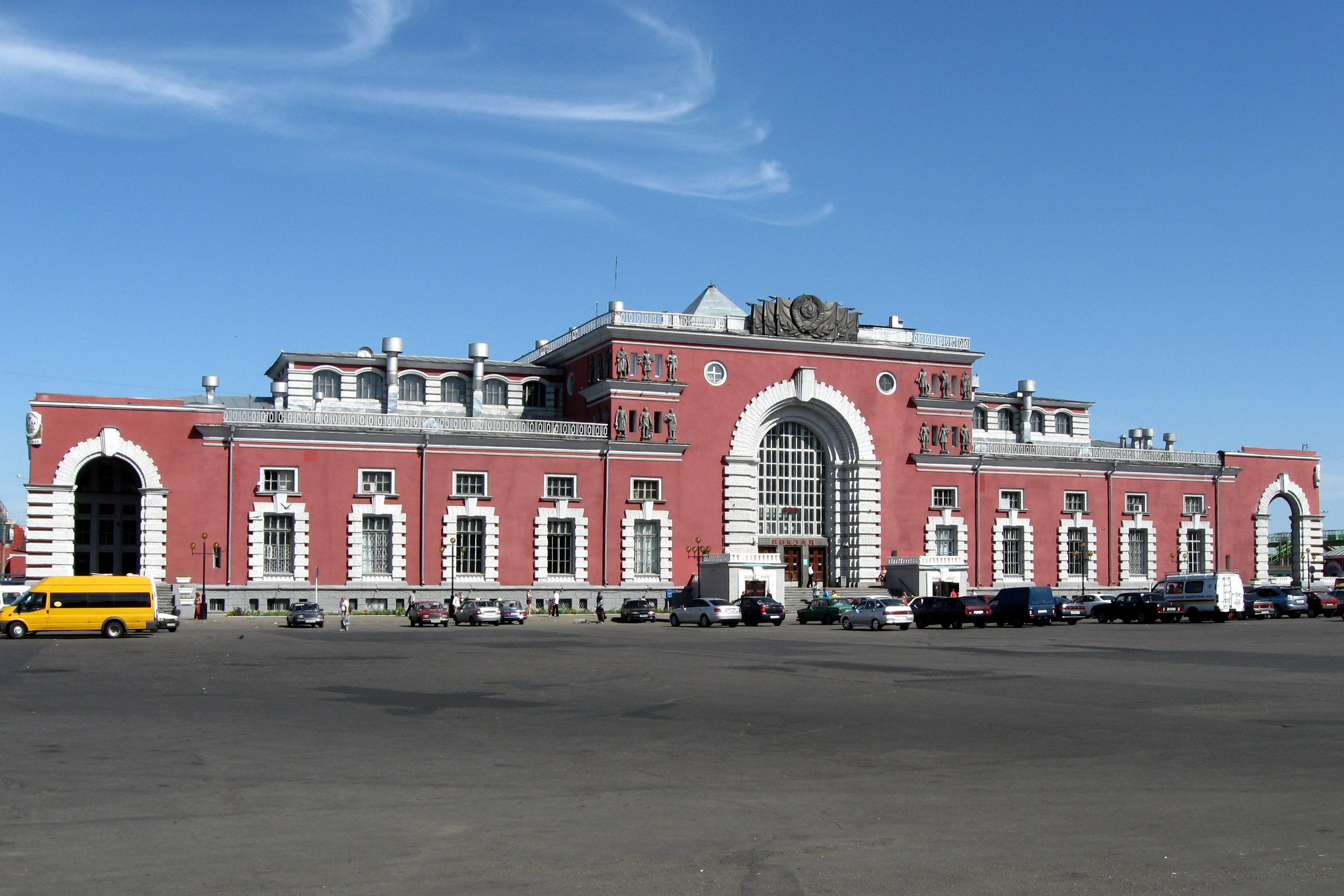
Железнодорожный вокзал Курска

Через Курск проходят две важные железнодорожные линии: Москва — Харьков и Воронеж — Киев.
Дальнее и пригородное пассажирское железнодорожное сообщение осуществляется в основном через станцию Курск. В Сеймском округе Курска находится станция Рышково, которая является преимущественно грузовой. Кроме того, в границах города находятся железнодорожные остановочные пункты 472 км (ПМС), пост 470 км (река Сейм) и 457 км (Силикатный завод).

### Авиасообщение
Воздушное сообщение осуществляется через аэропорт Восточный.
До 24 февраля 2022 года гражданские рейсы совершались в Москву (аэропорты Внуково и Домодедово), Санкт-Петербург (аэропорт Пулково), в Сочи, Симферополь, Минеральные Воды и Анапу.

### Автомобильный транспорт

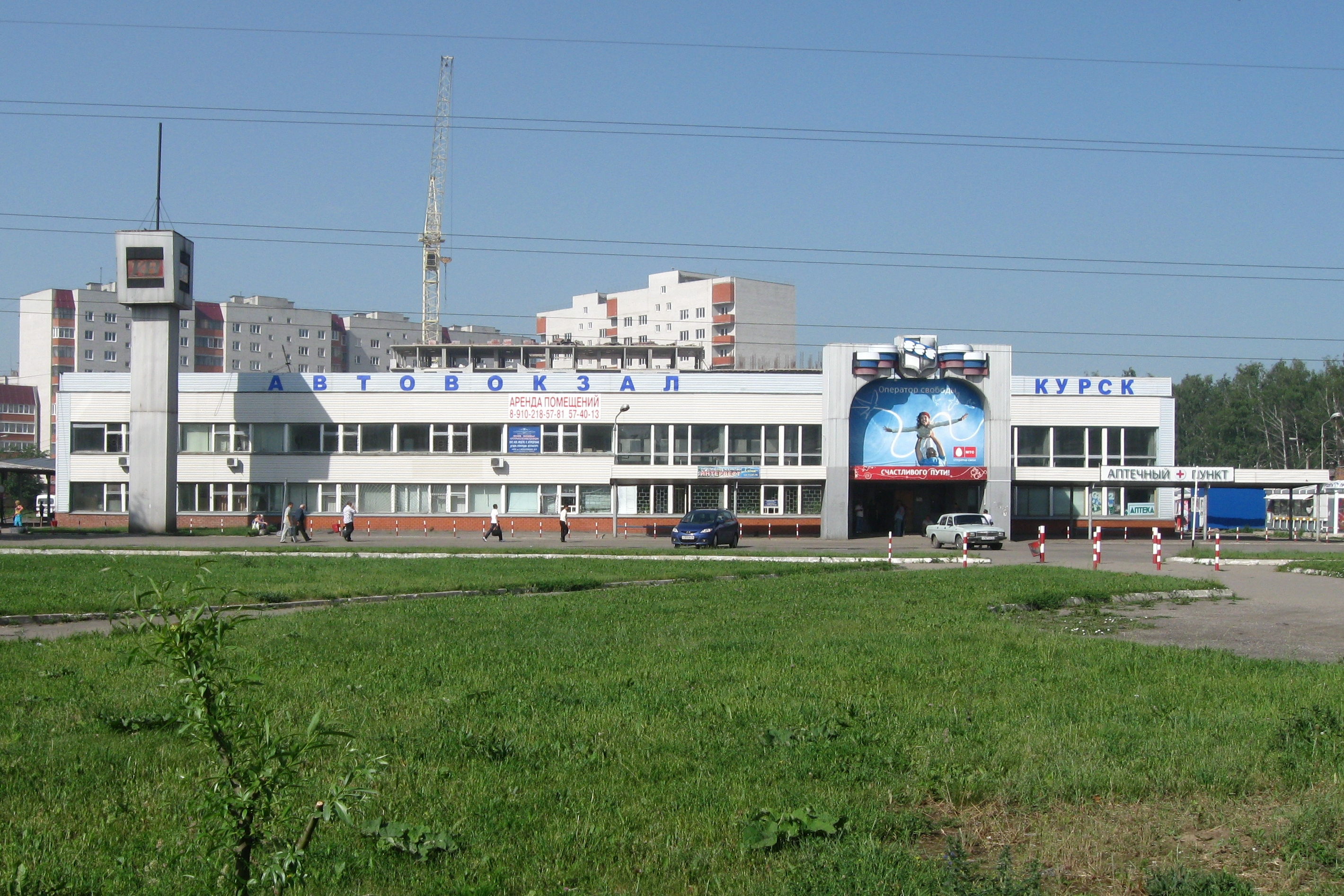
Автовокзал «Курск»

Общая протяжённость улично-дорожной сети города Курска составляет 659,7 км, из которых 571,7 км дорог имеют твёрдое покрытие.
Автомобильные дороги города имеют выход на федеральную магистраль М2 «Крым», а также на трассы А144 (Курск — Воронеж — Саратов) и Р199 (граница с Украиной — Курск).
Курск связан междугородними автобусными маршрутами с городами и посёлками Курской области и соседних областей (Белгородской, Брянской, Воронежской, Орловской), а также с Москвой, Санкт-Петербургом и городами Украины: Харьковом и Сумами. Междугородные автобусы прибывают и отправляются с автовокзала «Курск», расположенного в Северо-Западном микрорайоне.
Пригородные перевозки осуществляются между Курском и населёнными пунктами Курского района, а также с близлежащими районными центрами. Пригородные автобусы отправляются с автовокзала «Курск» и «Северной» автостанции.
Временно исполняющий обязанности губернатора Курской области Роман Старовойт объявил 2019 год годом дорог.

#### Парковки
С 15 июня 2015 года в Курске введены платные парковки. Придорожные и плоскостные парковки расположены в центре города и на Привокзальной площади. Оплату можно производить с помощью мобильного приложения, паркомата, интернет-портала или через СМС-сообщение.

### Городской общественный транспорт
Городской общественный транспорт представлен автобусами, троллейбусами, трамваями и электробусами.
По состоянию на 2024 год действует 44 автобусных, 5 троллейбусных, 1 трамвайный и 1 электробусный маршрут. Троллейбусными, электробусными и трамвайными перевозками занимается ГУПКО «Курскэлектротранс». Троллейбусный парк насчитывает 40 единиц, трамвайный 22 единицы, электробусный 10 единиц подвижного состава. Внутригородские автобусные перевозки осуществляют местные ИП (108 автобусов малого класса ПАЗ Вектор-Некст и ГАЗ-Сити), предприятие КПАТП-1 (24 автобуса большого класса ЛиАЗ-5292), Волгоградский Автобусный Парк (153 автобуса среднего класса Volgabus-4298.G4, 76 автобусов большого класса Volgabus-5270.G4).
Стоимость проезда составляет 33 рубля при наличном расчёте и 27 рублей при безналичном.
Администрацией города осуществляется программа постепенного отказа от микроавтобусов в пользу более вместительных автобусов. С 2007 года на общественном транспорте внедряется спутниковая навигационная система. По состоянию на 2024 год приборами навигации оборудован весь городской общественный транспорт, техника 2022—2023 года выпуска, преимущественно большого и среднего класса. Перевозки осуществляются по регулируемому тарифу.

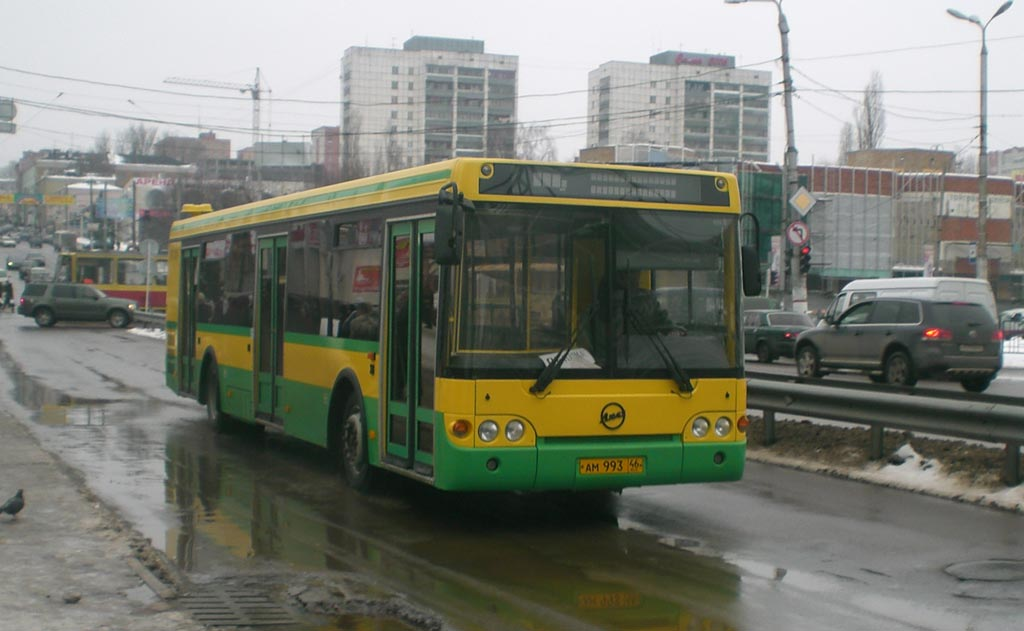
Курский автобус ЛиАЗ-5292.00. В настоящее время списан

Курский БКМ-321 на улице Ленина

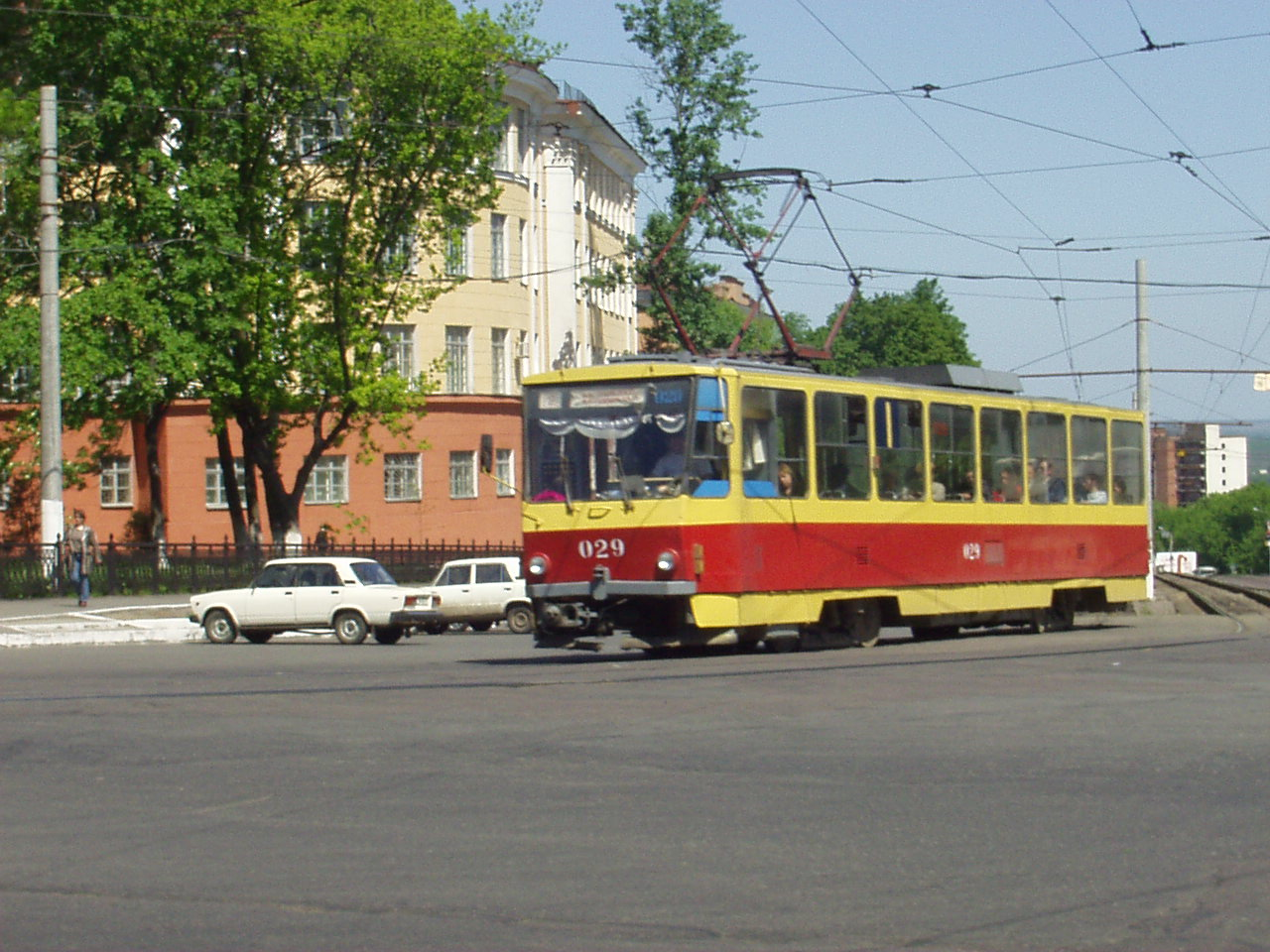
Курский трамвай на Площади Перекальского

В конце 2010 года организован «Центр автоматизированной системы комплексного управления транспортными средствами», с помощью которого предполагается автоматизировать сбор транспортной информации и оптимизировать маршруты общественного транспорта. При поддержке МУП «Центральная диспетчерская служба города Курска» организован сайт, на котором можно отследить местоположение общественного транспорта в режиме реального времени, а также можно воспользоваться приложением Яндекс Карты.

#### Выделенные полосы
Для городского общественного транспорта в центре города действуют выделенные полосы — по улицам Александра Невского, Сонина, Ленина, Красный Октябрь, Радищева, Перекальского, а также по Красной площади и проспекту Победы. Выделенные полосы предназначены для придания преимущества общественному транспорту в общем движении. Необходимость их появления возникла из-за того, что интенсивность трафика на некоторых участках потребовала разделения основного потока машин и маршрутного транспорта, чтобы последнему не приходилось длительное время стоять в пробках.

#### Автоматизированная система контроля оплаты проезда
С 5 сентября 2011 года в Курске введена в эксплуатацию автоматизированная система контроля оплаты проезда (АСКОП). Внедрение системы в эксплуатацию осуществляется компанией «Интегрированные Билетные Системы Курска». Ввод должен был проходить в 3 этапа. На начальном этапе реализован частично-открытый вариант системы, при котором продажа билетов и контроль проезда по социальным картам осуществляется в салоне общественного транспорта кондукторами с переносными валидаторами, второй этап предусматривает установку стационарных валидаторов, третий — ввод в эксплуатацию турникетов. После завершения внедрения и установки турникетов выяснилось, что посадка пассажиров увеличилась в несколько раз, поэтому с 2012 года турникеты были убраны со всех маршрутов общественного транспорта. Сейчас оплата проезда осуществляется с помощью валидаторов при входе в автобус.

#### Оплата проезда
Оплата проезда в городском транспорте Курска осуществляется с помощью банковских карт (карт жителя Курской области, безлимитных проездных билетов), наличными, транспортной картой школьника. Льготный проезд доступен на всём городском транспорте, а также на некоммерческом пригородном (до 50 км) автобусном транспорте.
- Транспортная карта учащегося — льготная карта для школьников на физическом носителе. Карта приобретается один раз и действует в течение года с возможностью продления. Даёт возможность безлимитного проезда в городском транспорте.
- Карта жителя Курской области — льготная карта для студентов, пенсионеров, инвалидов и членов многодетных семей, оформляется в офисе «мои документы» или через сайт карты жителя, привязана к банковской карте. Стоимость 300₽ в месяц, даёт возможность безлимитного проезда в городском и пригородном транспорте.
- Безлимитный проездной билет — не льготная карта для всех желающих, оформляется в приложении СберОнлайн или в банкомате Сбербанка. Стоимость 1200 ₽ в месяц, даёт право безлимитного проезда на городском транспорте.

#### Внедрение АСКОП
Экспериментальное внедрение АСКОП «закрытого типа» началось в апреле 2011 года. По мнению администрации города Курска эксперимент прошёл успешно и показал, что турникеты не создадут трудностей для пассажиров, однако система оплаты проезда «закрытого типа» вызвала многочисленные нарекания со стороны горожан, в частности отмечалось несоблюдение графика движения автобусов из-за увеличения времени посадки, а также значительные проблемы, возникающие у инвалидов, пожилых людей и пассажиров с колясками при входе и выходе из общественного транспорта. Тем не менее, администрацией города Курска было принято решение о поэтапном вводе в эксплуатацию системы контроля проезда с сентября 2011 года, несмотря на всё, были установлены системы контроля, но ни разу не были введены в эксплуатацию. Начиная с 2012 года со всех маршрутов были убраны все системы контроля проезда, а магнитные карты отменены.

## Торговля
В Курске были основаны 2 крупные торговые сети, входящие в рейтинг РБК 500—500 крупнейших компаний России:
- Корпорация «ГРИНН», гипермаркеты «Линия» — 271 место в рейтинге РБК 500 за 2016 год, выручка по данным РБК за 2015 год 35 млрд руб.;
- «Европа» (Группа Компаний «Промресурс») — 376 место в рейтинге РБК 500 за 2016 год, выручка по данным РБК за 2015 год 23 млрд рублей[106]. Состоит более чем из 50 торговых предприятий на территории Черноземья. Более половины торговых центров сети расположены в Курске.

В 2014 году был открыт торговый комплекс «МегаГРИНН» площадью 220 тыс. м², один из крупнейших комплексов в России.
По обеспеченности торговыми площадями Курск занимает одно из ведущих мест в Европе. По состоянию на 1 января 2017 года в Курске на 1000 человек приходилось 1240 м² торговых площадей. По этому показателю Курск обходит многие европейские города-миллионники, такие как Варшава (823 м² на 1000 чел.), Мадрид (726 м² на 1000 чел.), Самара (551 м² на 1000 чел.), Санкт-Петербург (542 м² на 1000 чел.), Москва (444 м² на 1000 чел.).

## Наука
Научно-исследовательские учреждения:
- Государственное научное учреждение Всероссийский научно-исследовательский институт земледелия и защиты почв от эрозии, подведомственное Российской академии сельскохозяйственных наук[109];
- Государственное научное учреждение Всероссийский научно-исследовательский институт сахарной промышленности Российской академии сельскохозяйственных наук[110];
- Научно-исследовательский институт археологии Юго-Востока Руси[111];
- Научно-исследовательский институт паразитологии[112];
- Опытно-конструкторское бюро «Авиаавтоматика» ОАО «Прибор»[113]

и другие.

## Образование

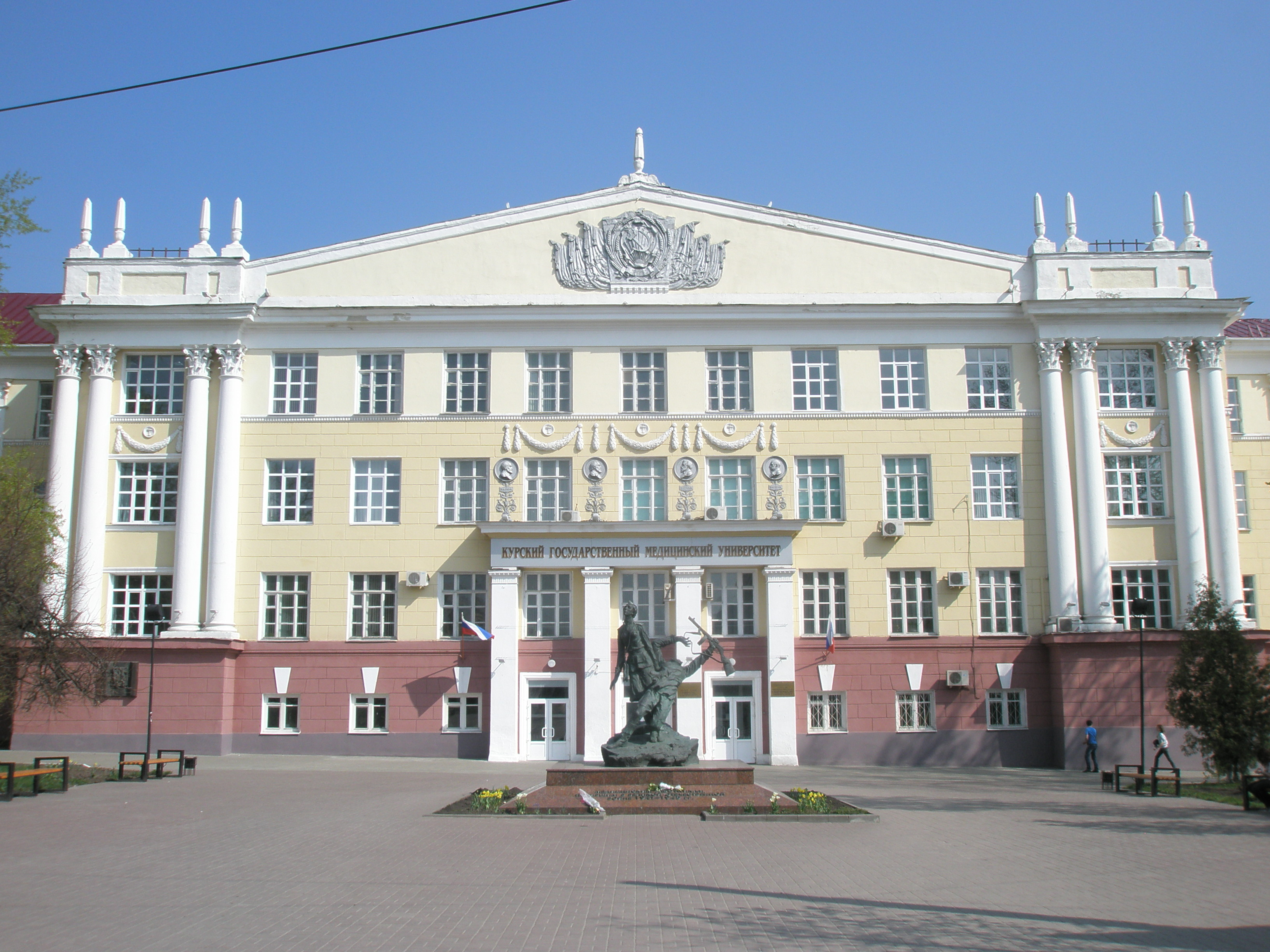
Курский государственный медицинский университет

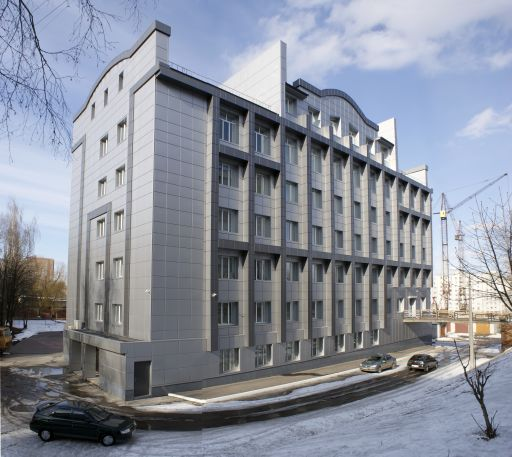
Региональный финансово-экономический институт

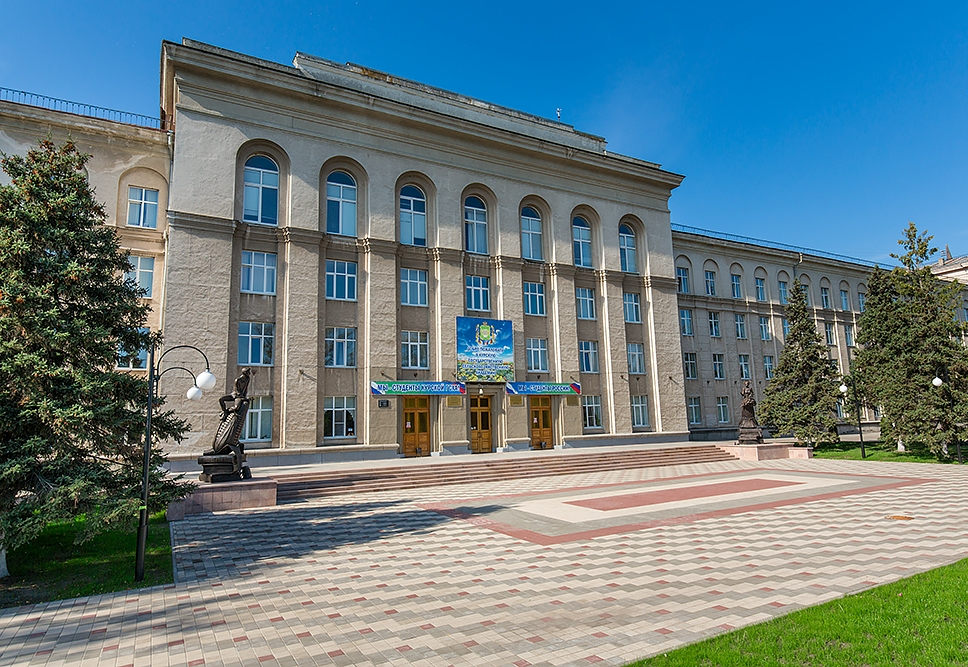
Курский государственный аграрный университет имени И. И. Иванова

### Среднее образование
- 62 школы, 3 лицея, 4 гимназии.

### Высшее образование
- Курский государственный медицинский университет (КГМУ)[114].
- Курский государственный университет (КГУ)[115].
- Курский государственный аграрный университет имени И. И. Иванова[116].
- Юго-Западный государственный университет (ЮЗГУ)[117].
- Институт менеджмента, экономики и бизнеса (МЭБИК)[118].
- Региональный финансово-экономический институт[119].
- Региональный открытый социальный институт[120].
- Курская академия государственной и муниципальной службы[121].
- Курский институт кооперации (филиал Белгородского университета кооперации, экономики и права).
- Курская духовная семинария Курской епархии Русской Православной Церкви.
- Финансовый Университет при Правительстве Российской Федерации — Курский филиал (бывший ВЗФЭИ)[122].
- Международный институт экономики и права.
- Академия права и управления (Курский филиал).

### Средне-специальное образование
- Курский педагогический колледж.
- Курский колледж культуры.
- Курская православная духовная семинария.
- Курский автотехнический колледж.
- Колледж коммерции технологии и сервиса.
- Курский техникум технологии и сервиса.
- Курский монтажный техникум.
- Курский электромеханический техникум.
- Курский политехнический колледж.
- Курский техникум связи.
- Курский железнодоророжный техникум.
- Курский базовый медицинский колледж.

## Религия

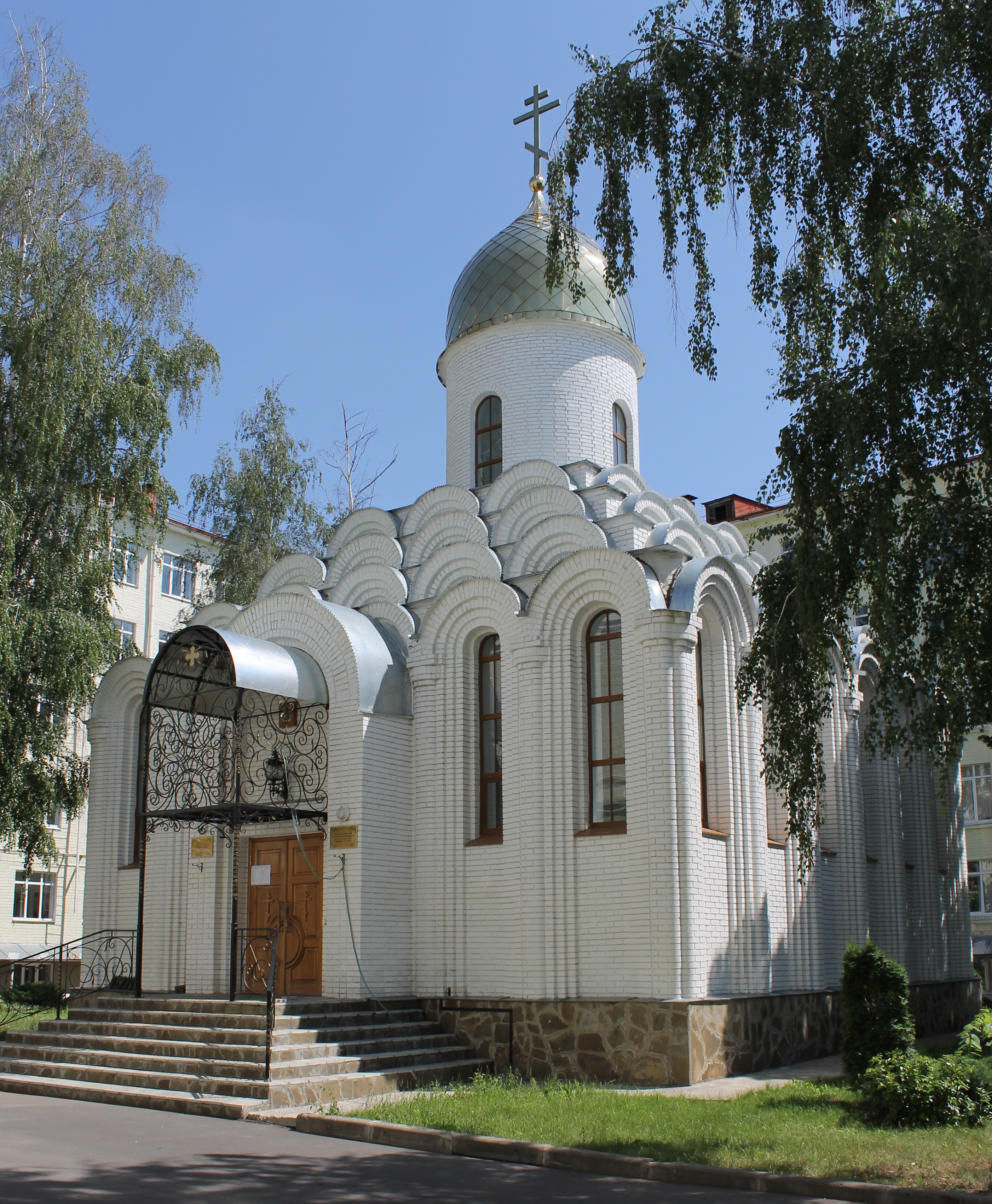
Храм Святых равноапостольных Кирилла и Мефодия

В Курске на данный момент 33 храма, в числе которых:
- Сергиево-Казанский собор;
- Храм Архангела Михаила;
- Храм Великомученика Пантелеимона;
- Храм Великомученика Георгия Победоносца;
- Храм Веры, Надежды, Любови и матери их Софии. Открыт в марте 1997 года[123]
- Храм Вознесения Господня;
- Храм Воскресения Христова;
- Храм Воскресенско-Ильинский;
- Храм Святых Кирилла и Мефодия;
- Храм святых Царственных страстотерпцев;
- Церковь Троицы Живоначальной;
- Храм Преподобного Серафима Саровского и Собора всех святых;
- Храм Святого Апостола и Евангелиста Иоанна Богослова;
- Храм иконы Божией Матери «Всех Скорбящих Радость»;
- Храм Всех Святых;
- Храм Успения Божией Матери и Великомученика Никиты;
- Храм Покрова Божией Матери;
- Церковь (крестильная) при Преображенском храме;
- Церковь Введения Пресвятой Богородицы во Храм;
- Церковь Иконы Божией Матери Ахтырская;
- Церковь Илии Пророка;
- Церковь Иоанна Богослова;
- Церковь Лазаря Праведного;
- Церковь Николая Чудотворца;
- Церковь Успения Пресвятой Богородицы;
- Знаменский мужской монастырь;
- Троицкий женский монастырь.

Древлеправославие
- Старообрядческая Поморская община[124];
- Храм Успения Пресвятой Богородицы (РДЦ)

Протестантизм
- Церковь Евангельских Христиан-баптистов «Благодать»;
- Церковь Евангельских Христиан-баптистов «Новый завет»;
- Церковь Евангельских Христиан-баптистов «Любовь Христова»;
- Церковь Христиан Веры Евангельской «Ковчег».

Католицизм
- Католический храм Успения Пресвятой Богородицы.

Строятся
- Церковь Пантелеимона Целителя;
- Церковь Преображения Господня в Курске.

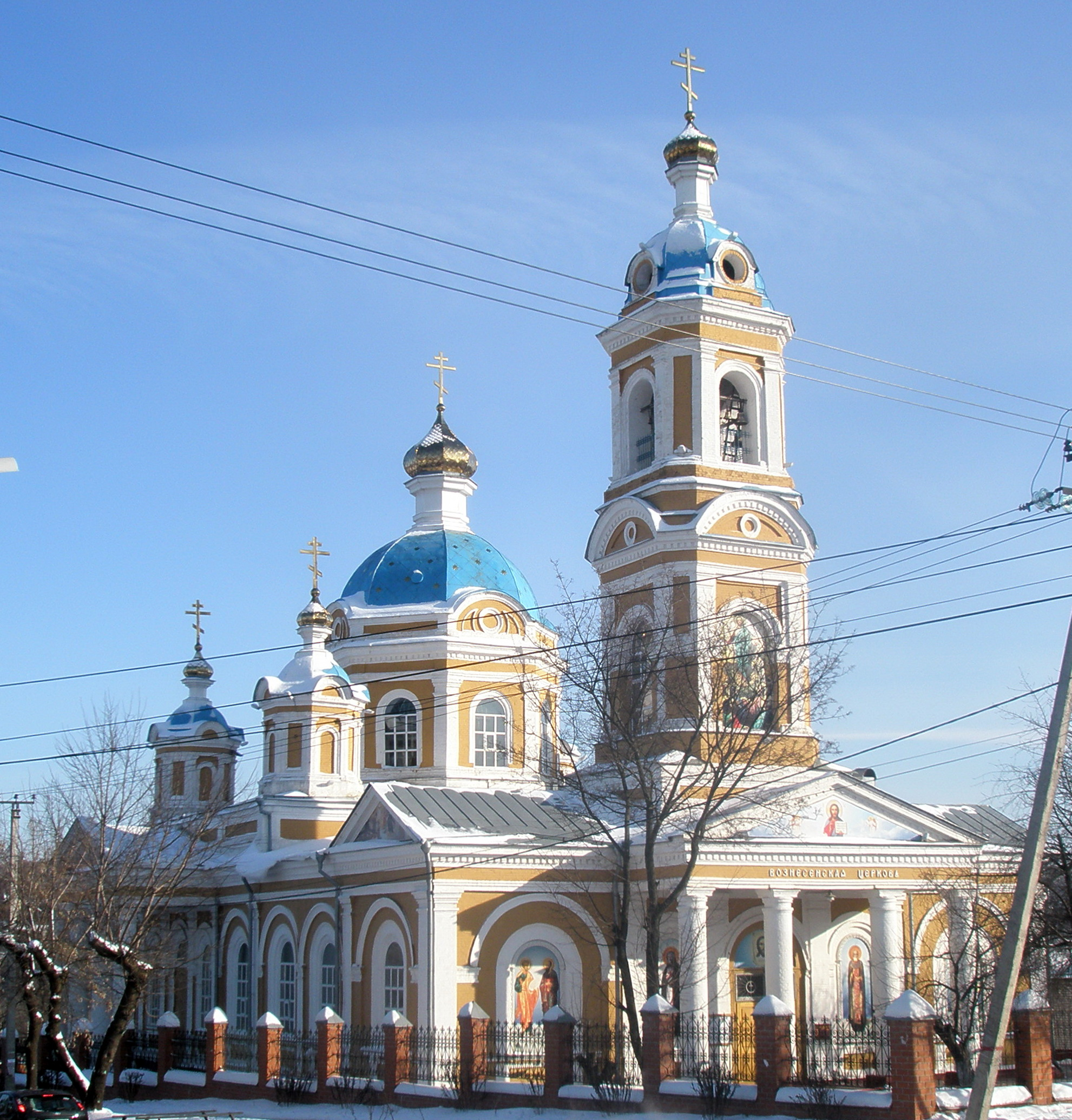
Храм Вознесения Господня
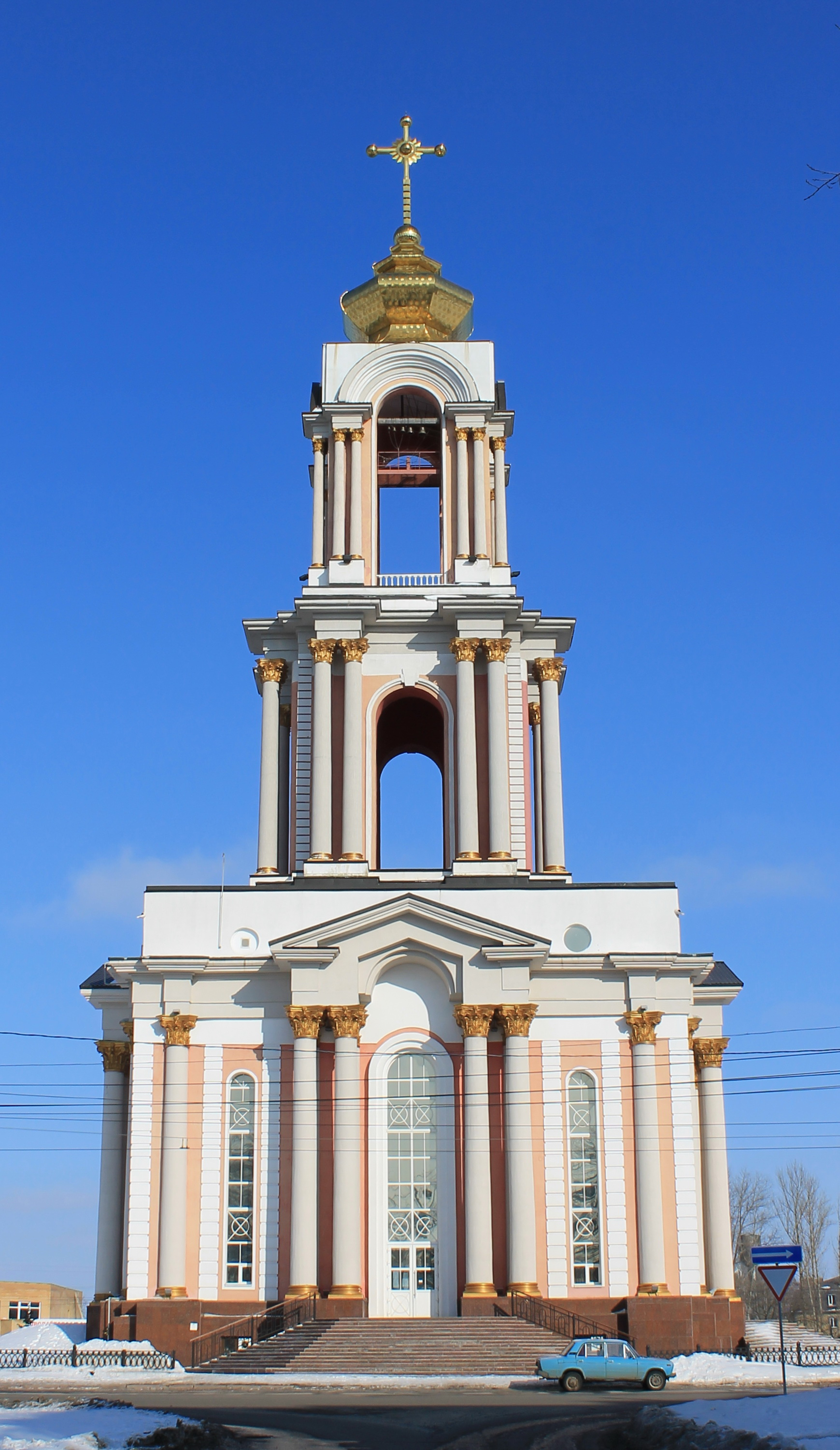
Храм Георгия Победоносца
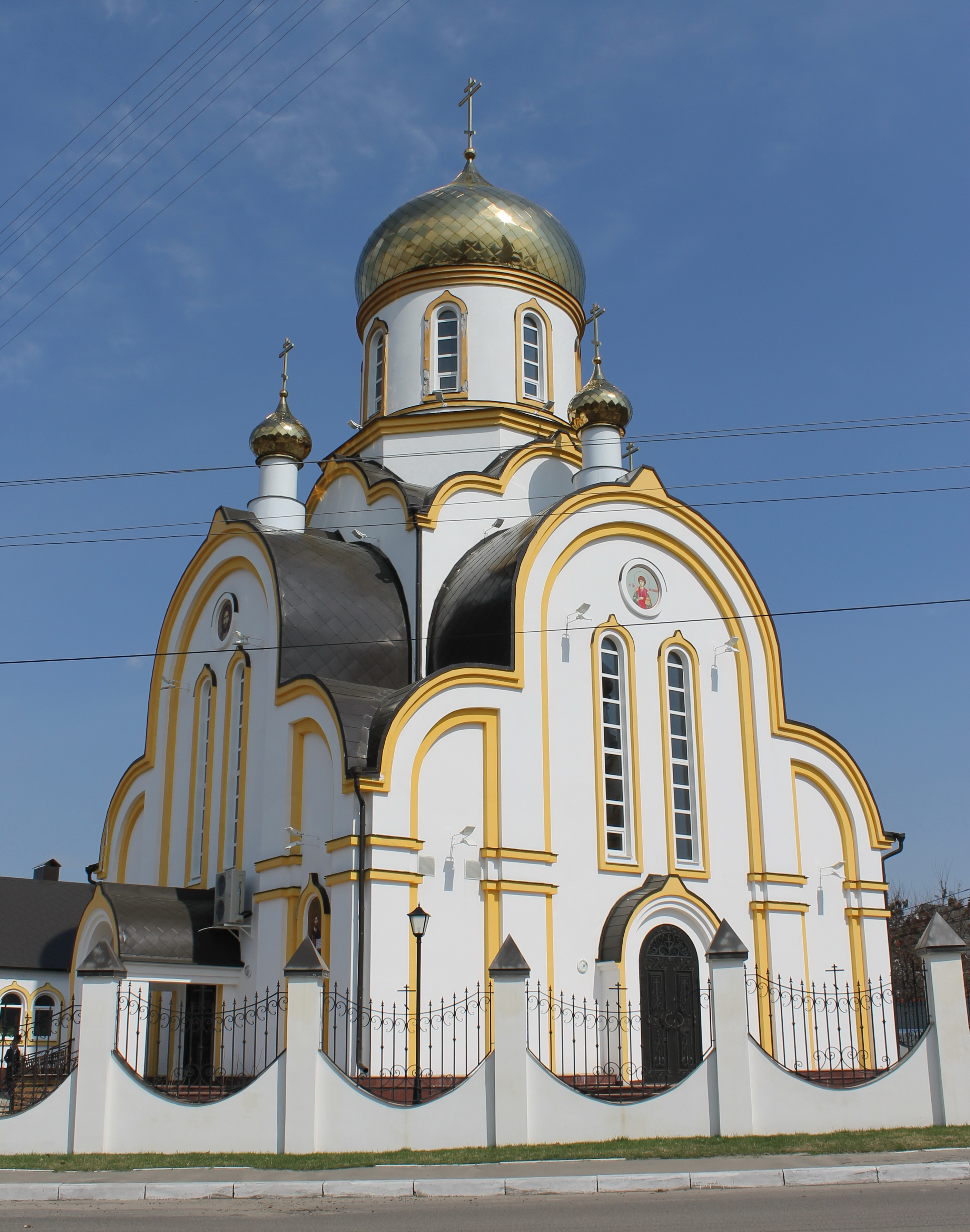
Храм святых Царственных страстотерпцев
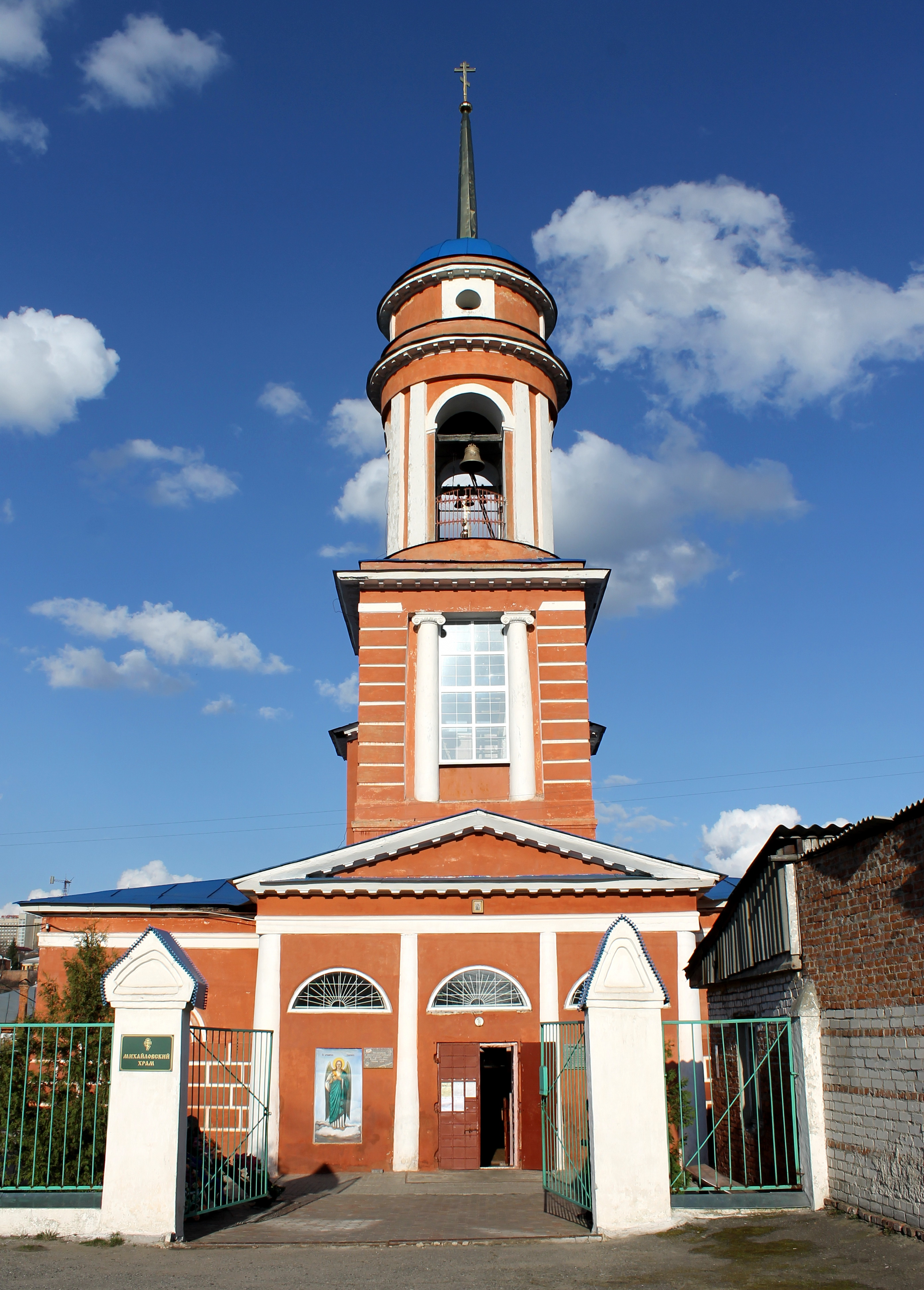
Храм Архангела Михаила

## Культура и искусство

### Библиотеки

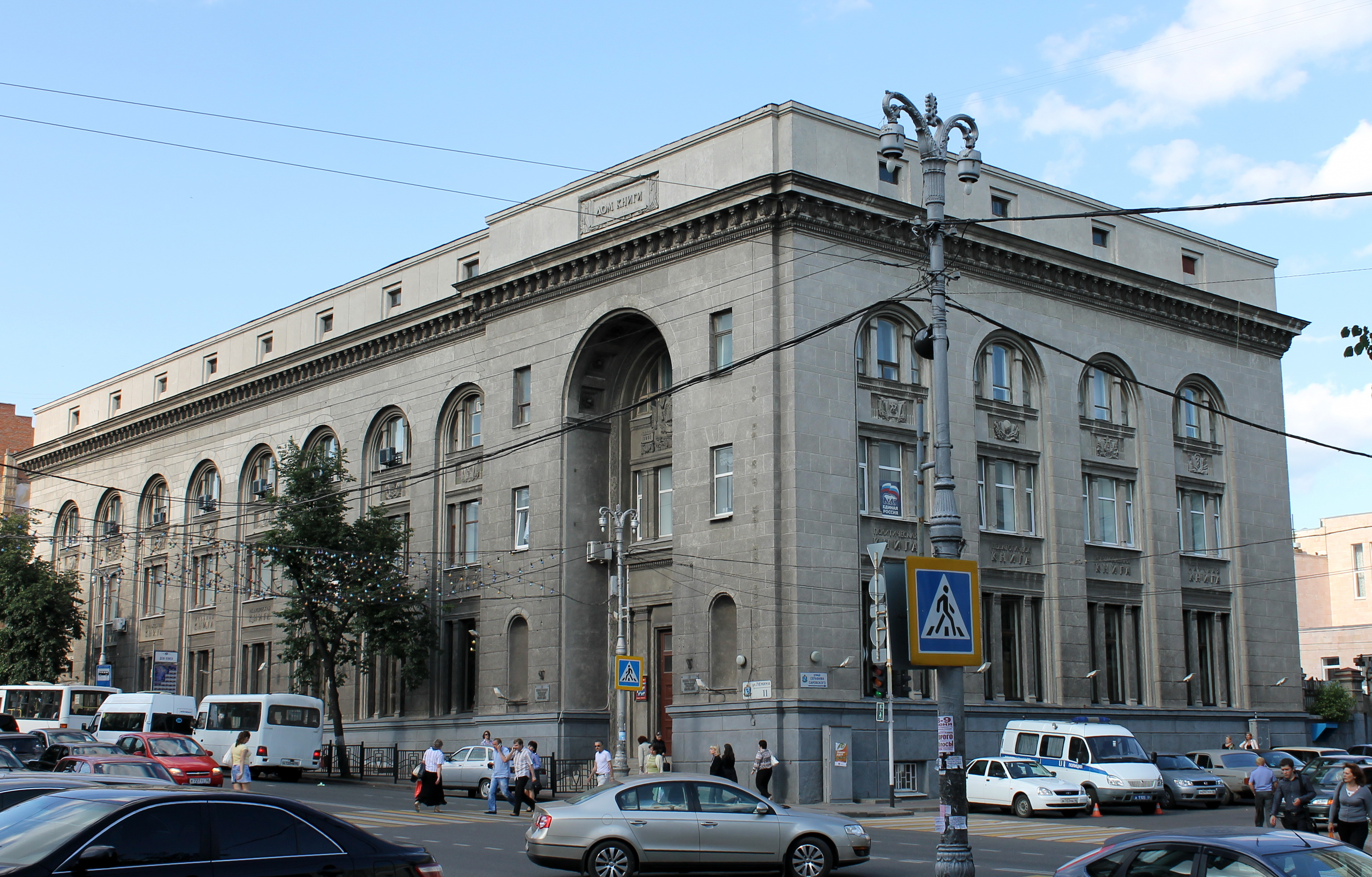
Центральный дом книги

- Курская областная научная библиотека им. Н.Н. Асеева;
- Центральная городская библиотека
- Областная библиотека для детей и юношества;
- Библиотека № 2 им. Е. И. Носова;
- Библиотека № 4 им. Егора Полянского;
- Библиотека № 5 им. Афанасия Фета;
- Библиотека № 7 им. Н. Ю. Корнеева;
- Детская библиотека № 4;
- Детская библиотека № 5;
- Детская библиотека № 8;
- Медицинская библиотека.

### Центральные архивы
- Архивное управление Курской области;
- ОКУ «Государственный архив Курской области» (ГАКО)[125];
- ОКУ «Государственный архив общественно-политической истории Курской области» (ГАОПИКО);
- ОКУ «Государственный архив документов по личному составу Курской области» («ГАДЛС Курской области»).

### Театры, филармонии
- Курский государственный драматический театр им. А. С. Пушкина;
- Театр кукол;
- Театр юного зрителя Ровесник (ТЮЗ);
- Театр-школа «Образ»;
- Курская государственная филармония;
- Курский государственный цирк;
- Курский государственный дом офицеров.
- Молодёжный театр «3Д»

### Музеи

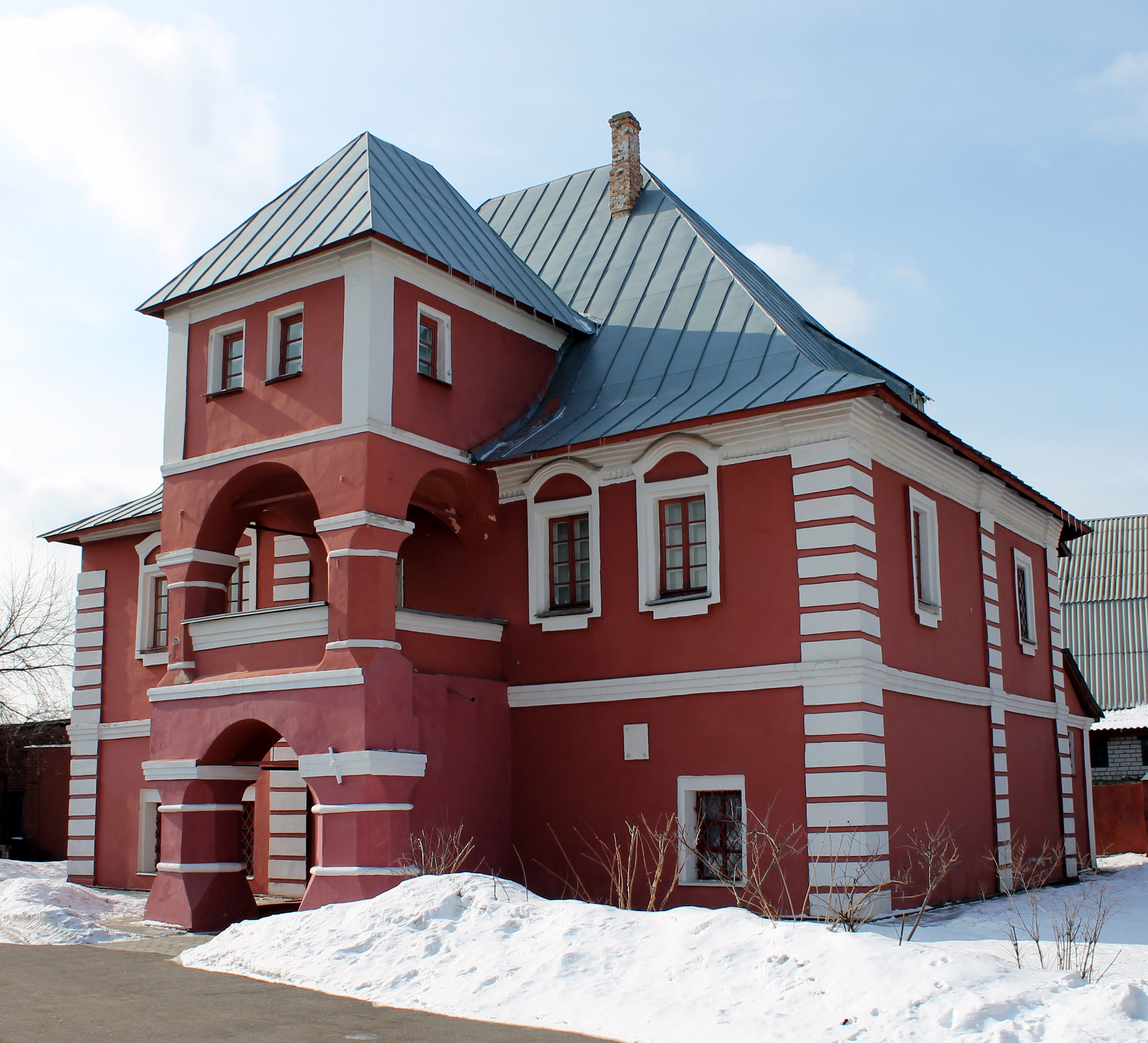
Областной музей археологии

В городе Курске много музеев, из них:
- Областной музей археологии;
- Курский соловей;
- Курский государственный областной краеведческий музей;
- Музей автомобильного транспорта;
- Музей Курской битвы;
- Музей трамвая;
- Военно-исторический музей «Юные защитники родины»;
- Зоологический музей Курского государственного университета;
- Геологический музей Курского государственного университета;
- Литературный музей;
- Истории локомотивного депо;
- Противопожарного дела;
- Планетарий;
- Музей Ф. А. Семёнова и А. Г. Уфимцева.

### Галереи
В Курске на данный момент 3 выставочных зала:
- Картинная галерея имени знаменитого уроженца Курска А. А. Дейнеки;
- Выставочный зал Художественного фонда;
- Галерея современного искусства.

### Кинотеатры

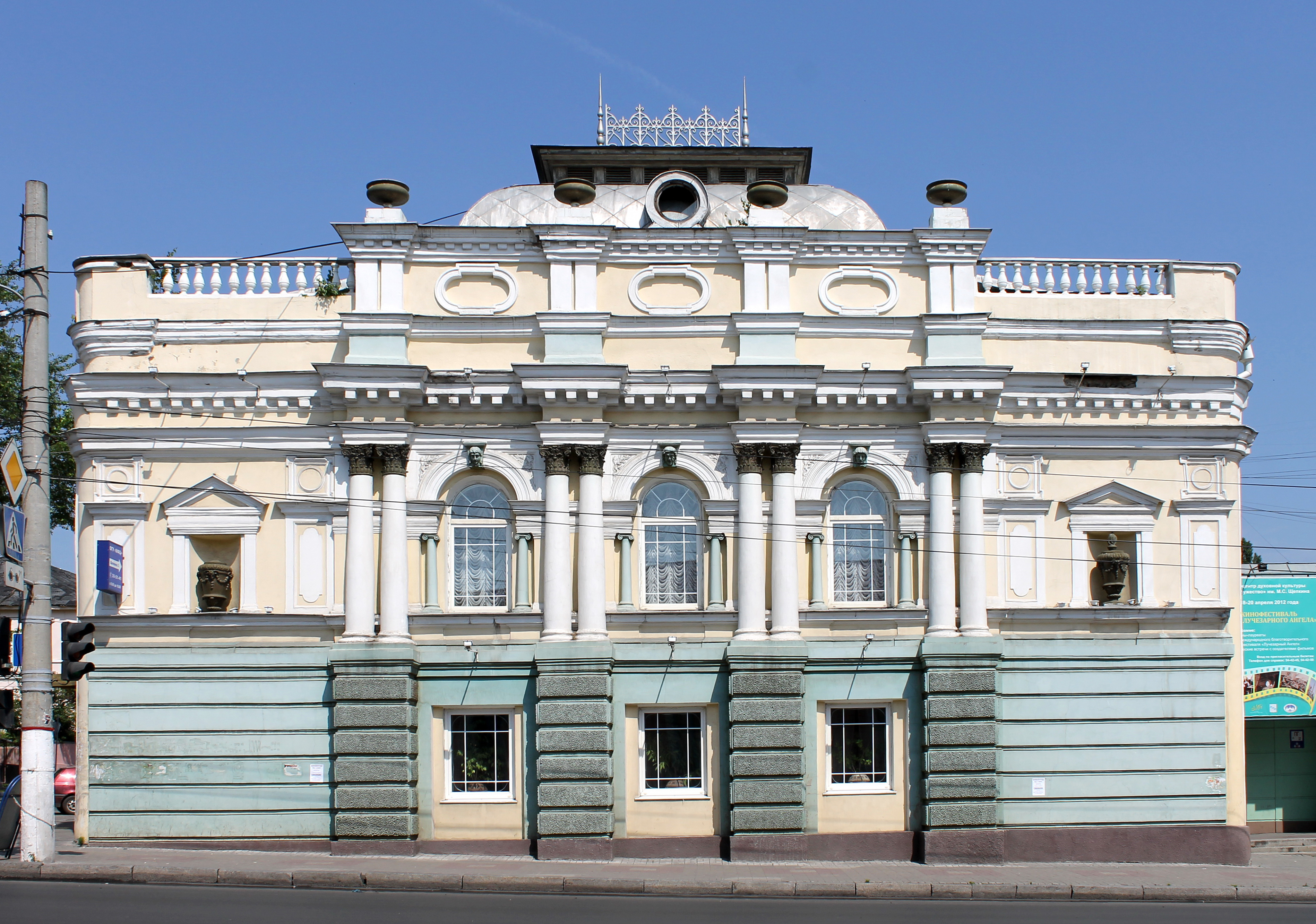
Кинотеатр им. Щепкина

Коммерческое кино представлено кинотеатрами:
- Киноплекс «Синема5 IMAX» (8 залов);
- Киноплекс «Люксор D-BOX.3D» (8 залов);
- Киноплекс «Гринн Фильм» (9 залов);
- Кинотеатр «7D»;
- Кинотеатр «Пять звёзд»;
- Кинотеатр под открытым небом «Avtokino✔46region»;
- «Кино на траве».

Некоммерческое — муниципальными кинотеатрами:
- Кинотеатр «Спутник»;
- Кинотеатр «Мир»;
- Кинотеатр «Сказка»;
- Кинотеатр «Ассоль».

## Памятники, скульптуры и арт-объекты
- Триумфальная арка (2000 год)

Триумфальные ворота на въезде в город Курск

- Памятник-бюст дважды Герою Советского Союза Боровых А. Е. в саду имени 1-го Мая (18 сентября 1948 года; скульптор Ефимов-Трофимов В. К.)
- В. И. Ленину на Красной площади (5 ноября 1956 год; скульптор Манизер М. Г.; архитектор Великанов А. П.)
- Памятник-бюст Зеленко Е. И. (23 сентября 1988 года; скульптор Криволапов Н. П.; архитектор Михайлов В. Н.)
- Памятник-бюст Дейнеке А. А. (1999 год; скульптор Криволапов Н. П.)
- Маршалу Г. К. Жукову
- Александру Невскому в саду рядом с парком имени Первого мая (2000 год; скульптор В. М. Клыков)
- А. С. Пушкину на Театральной площади (2000 год; скульптор Криволапов Н., Минин И., Бартенев В.)
- Военным медикам у главного корпуса Курского государственного медицинского университета (17 июня 2005 года художник Заутренников М.; скульптор Криволапов Н., Минин И.)
- Маршалу К. К. Рокоссовскому на площади Рокоссовского (23 августа 2005 года; скульптор В. М. Клыков)
- Памятник подводникам АПРК «Курск», на Аллее подводников (изготовлен из фрагментов корпуса подлодки)
- Композитору Г. В. Свиридову на углу улиц Ленина и Золотой (23 сентября 2005 года; скульптор Минин И., Криволапов Н.)
- Писателю Е. И. Носову на углу улиц Блинова и Челюскинцев (октябрь 2005 года; скульптор Бартенев В. И.; Михайлов В. Н., Цуканов М. Е.)
- Скульптору В. М. Клыкову на проспекте Клыкова (3 ноября 2007 год; скульптор Клыков А. В.)
- Писателю К. Д. Воробьёву на углу улиц Перекальского и Блинова (октябрь 2009 года; скульптор Бартенев В. И.; архитектор Цуканов М. Е.)
- В. И Ленину в Парке Пионеров (25 июля 2009 года; ранее стояла у посольства СССР в Берлине).
- Ф. Э. Дзержинскому (1952 год)
- Бюст Виктора Гридина. Установлен 28 февраля 2013 года у здания Курской государственной филармонии[126]
- Памятник-бюст К. Маркса на ул. К. Маркса (ранее стоял на углу улиц Ленина и Челюскинцев).
- Памятник Курской антоновке, на ул. Ленина (19 августа 2008 года, скульптор Клыков В. М.)[127].
- Стела «Город воинской славы» (Курск) (22 апреля 2010 года — Мемориальный комплекс «Курская дуга».)
- Стела «Героям-Курянам» на Красной площади (9 мая 1967, Авторы памятника — М. М. Заутренников, В. В. Капустин и М. Л. Теплицкий, при постройке размещено «Послание потомкам», дата вскрытия 7 ноября 2017 года)[128]
- Памятный знак старинному пожарному гидранту на ул. Ольшанского, (16 мая 2011 года).
- Памятник «Белому гусю» — персонажу одноимённого рассказа Е. Носова. Расположен на ул. К. Либкнехта перед детской библиотекой.
- Памятник «Свидание», на пл. Перекальского (перед рестораном «Жар-пицца»)
- Памятник великим русским клоунам — Юрию Никулину и Михаилу Шуйдину — на Цирковой площади
- Скульптурные композиции перед и в ТЦ «Манеж»
- Памятник героям-железнодорожникам в сквере у ДК ЖД
- Памятник героям-лётчикам
- Бюст Дмитрию Менделееву на проспекте Ленинского Комсомола
- Бюст последнему российскому императору — Николаю II. Расположен перед церковью Веры, Надежды, Любови и матери их Софии — на том месте, где император в 1902 году командовал парадом.
- Памятник «Спутник» в сквере на пересечении ул. Радищева и Дзержинского.
- Памятник-композиция иконе Божией Матери «Знамение» Курская Коренная на ул. Сонина
- Памятник работникам прокуратуры, принимавшим участие в Великой Отечественной войне
- Скульптура «Жеребёнок» у Курской Биофабрики.
- Скульптура «Поручик Ржевский» (белорусский скульптор — В. Жбанов)
- Скульптура «Губернаторская карета» (белорусский скульптор — В. Жбанов)
- Бюст Гиппократа во дворе КГМУ
- «Скамейка влюблённых» около ЗАГСа
- Скульптуры в «Детском парке»
- Скульптуры перед ТЦ «Пушкинский»
- Скульптура «Пеликан» перед ЖД вокзалом
- Памятник выпускникам и сотрудникам, погибшим в годы Великой Отечественной войны, у здания Курского техникума железнодорожного транспорта. Открыт 5 мая 2006 года[129]
- Арт-объект "Курск - город воинской славы" с портретами участников ВОВ (ранее находился на Красной площади)[130][131]
- Арт-объект «80-я годовщина Победы в Курской битве» перед ТЦ «МегаГРИНН»[132]
- Скульптуры «Курский соловей»[133][134][135][136]
- Опора ЛЭП «Курская антоновка» недалеко от парка «Патриот»[137]

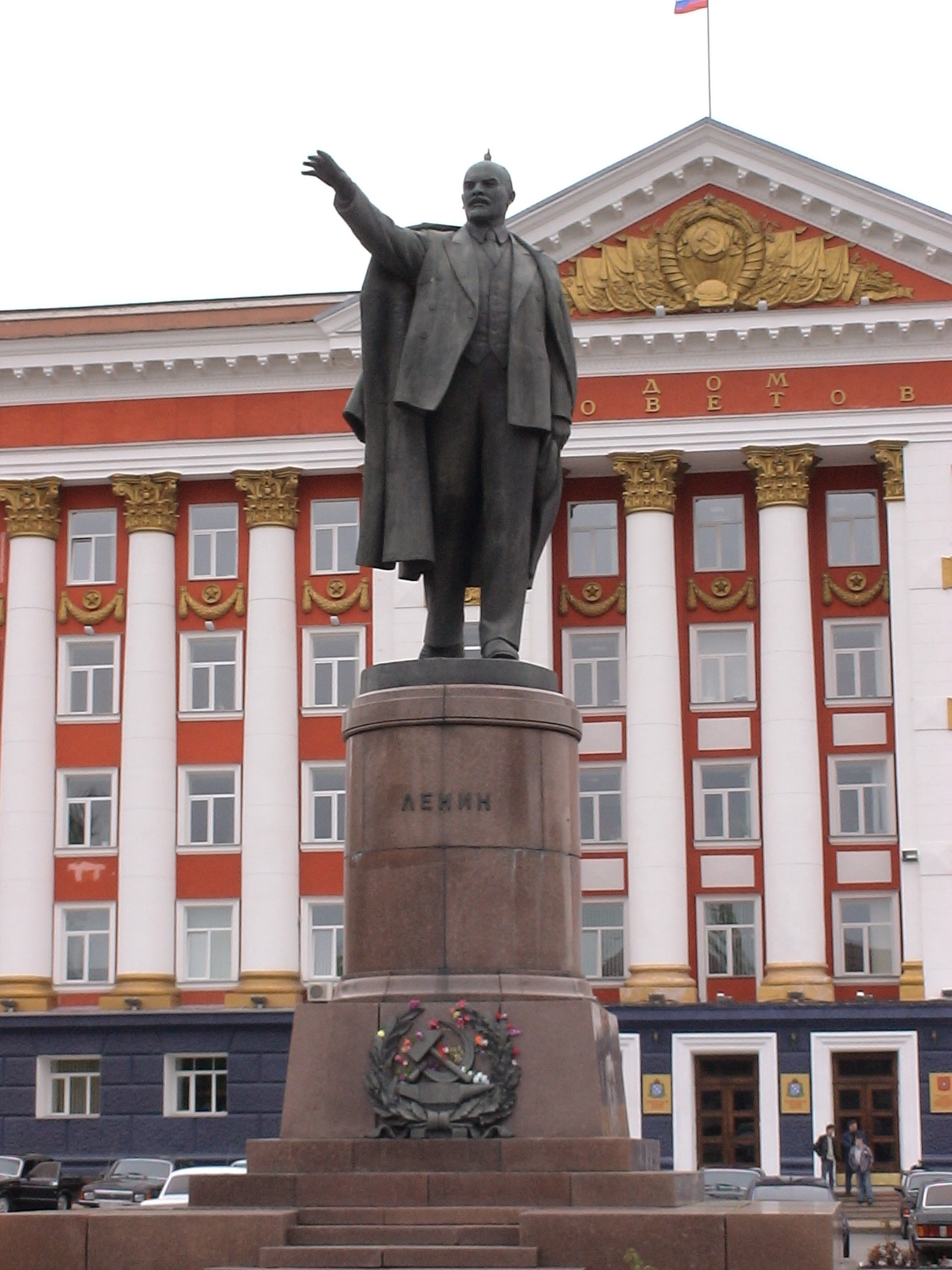
Памятник Ленину В. И.
Памятник АПРК «Курск» на Аллее подводников (изготовлен из фрагментов корпуса подлодки)
Памятник Курской антоновке, на ул. Ленина
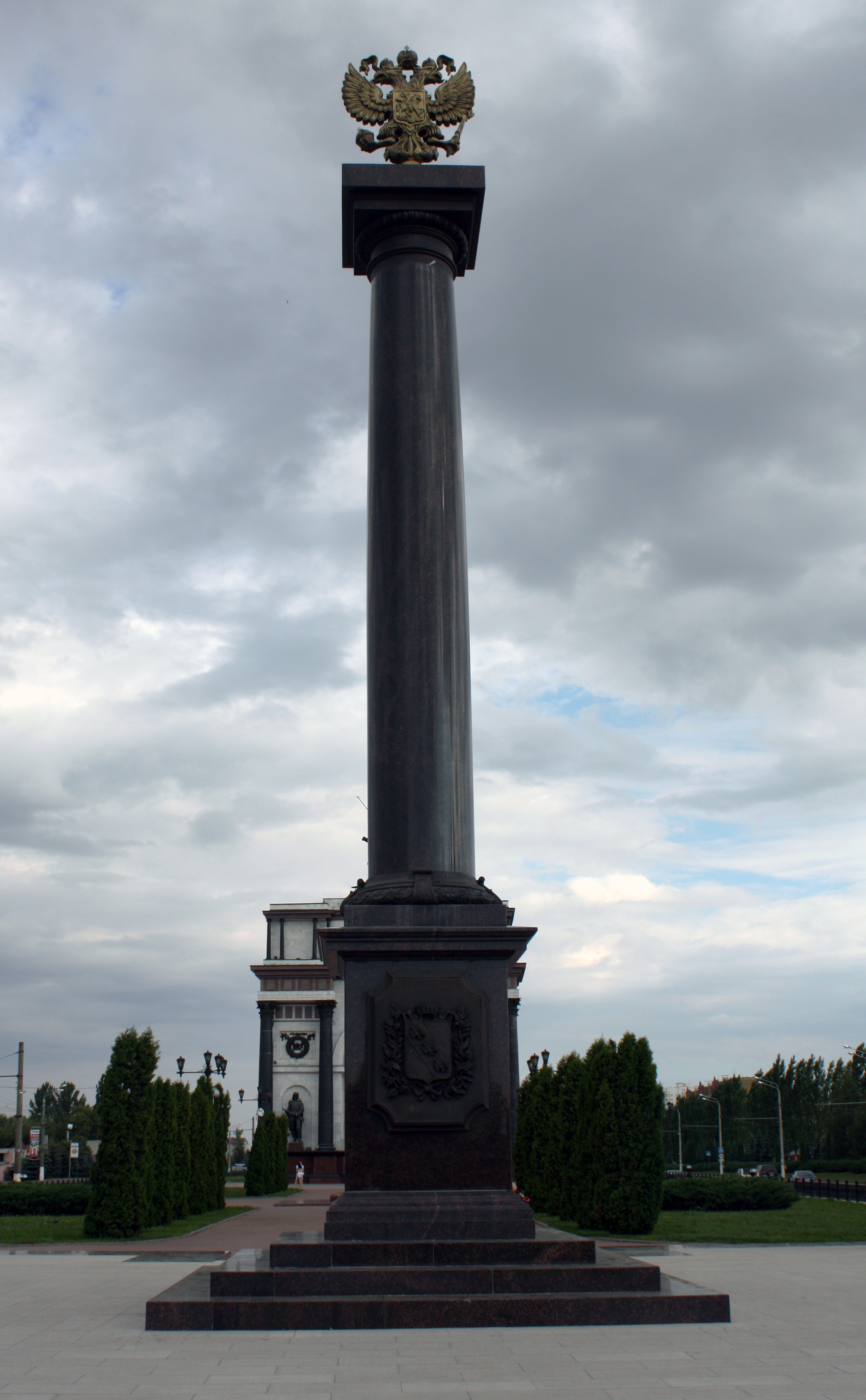
Памятная стела «Город воинской славы»
Памятный знак Героям-лётчикам 16-й воздушной армии
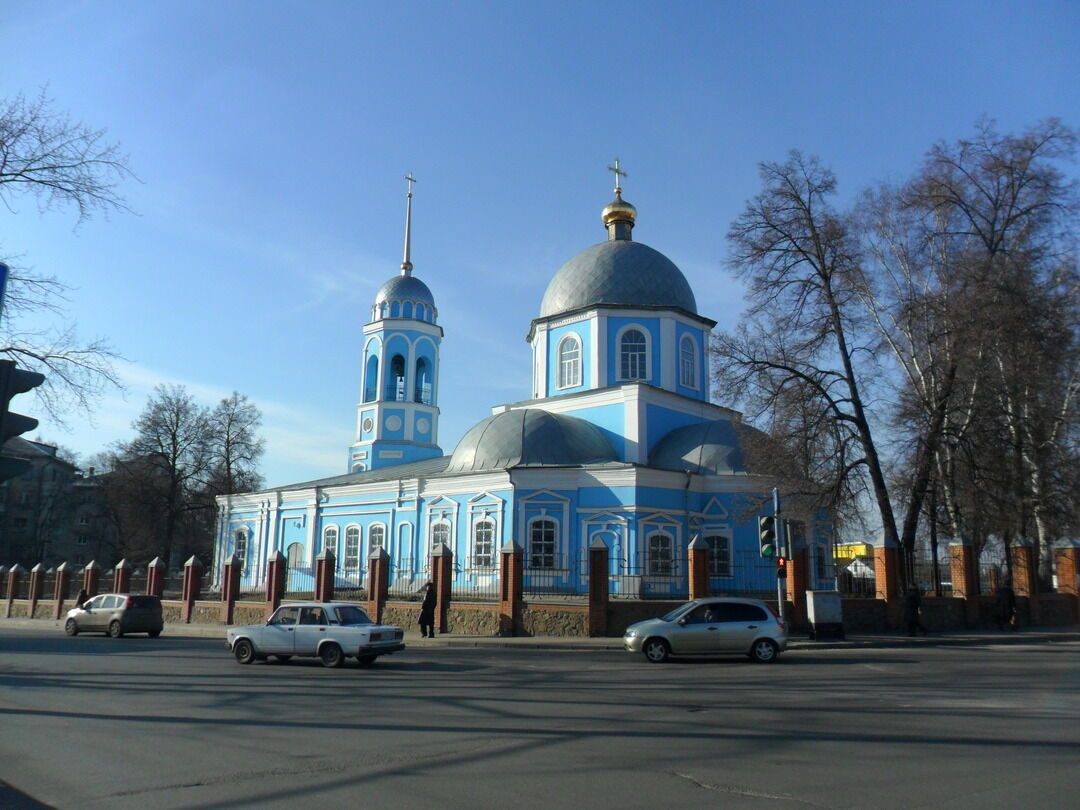
Введенская церковь

## Спорт
Один раз Курск с рядом российских городов принимал чемпионат мира по хоккею с мячом.
Местный футбольный клуб «Авангард» участвует в первенстве второго дивизиона Футбольной национальной лиги. Финалист кубка России 2017/18.
Курский баскетбол представляет женская команда «Динамо» (Премьер-лига) и мужская команда «Русичи» (Суперлига-3 дивизион).
Женская волейбольная команда «ЮЗГУ-Атом» выступает в высшей лиге «А» чемпионата России по волейболу среди женских команд.
Женский хоккейный клуб «Динамо» подавал заявку в ЖХЛ на сезон 2016—2017 годов, но не решив организационно-логистические вопросы, снялся с соревнований.

### Автоспорт

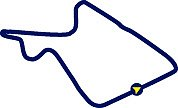
Городская гоночная трасса RTCC

Ежегодно в 2008—2011 годах центр Курска перекрывали для проведения гонок RTCC по трассе «Курская дуга», проходившей по улицам: Александра Невского, Сонина, Ленина, Урицкого, Дзержинского.
- 19—20 июля 2008 года: 2-й этап RTCC
- 18—19 июля 2009 года: 2-й этап RTCC
- 19—20 июня 2010 года: 1-й этап RTCC
- 4—5 июня 2011 года: 2-й этап RTCC

В Курске также имеется школа картинга.

## Средства массовой информации

### Цифровое эфирное телевидение
Все 20 каналов для мультиплекса РТРС-1(24-ТВК) и РТРС-2 (53-ТВК); Пакет радиоканал, включает: «Вести FM», «Радио Маяк», «Радио России / Радио Курск».
- Пакет телеканалов РТРС-1 (телевизионный канал 24), включает: «Первый канал», «Россия 1 / ГТРК Курск», «Матч ТВ», «НТВ», «Пятый Канал», «Россия К», «Россия 24 / ГТРК Курск», «Карусель», «ОТР» / «Сейм» (ежедневно с 7:00 до 8:00 и с 18:00 до 19:00), «ТВЦ».
- Пакет телеканалов РТРС-2 (телевизионный канал 53), включает: «РЕН ТВ», «СПАС», «СТС», «Домашний», «ТВ3», «Пятница!», «Звезда», «Мир», «ТНТ», «МУЗ-ТВ».

### Местные кабельные телеканалы
- Обязательный общедоступный региональный телеканал («21-я кнопка»): «Сейм».
- Обязательный общедоступный муниципальный телеканал («22-я кнопка»): «Такт 24».

### Радиовещание в Курске
- 91,7 FM Маруся FM
- 92,1 FM Новое Радио
- 92,7 FM Радио Искатель
- 95,3 FM Радио Маяк
- 96,0 FM Наше Радио
- 96,5 FM Детское Радио
- 98,0 FM Радио Шансон
- 99,3 FM Love Radio
- 100,7 FM Радио Дача
- 101,2 FM Русское Радио
- 102,1 FM Радио 7 на семи холмах
- 102,9 FM Вести FM
- 103,7 FM Радио Курс
- 104,1 FM Европа Плюс
- 104,6 FM Радио ENERGY
- 105,0 FM Милицейская Волна
- 105,4 FM Ретро FM
- 105,8 FM Радио Гордость
- 106,2 FM Дорожное Радио
- 106,7 FM Авторадио
- 107,1 FM Радио России / ГТРК Курск
- 107,6 FM Юмор FM

## Курск в нумизматике

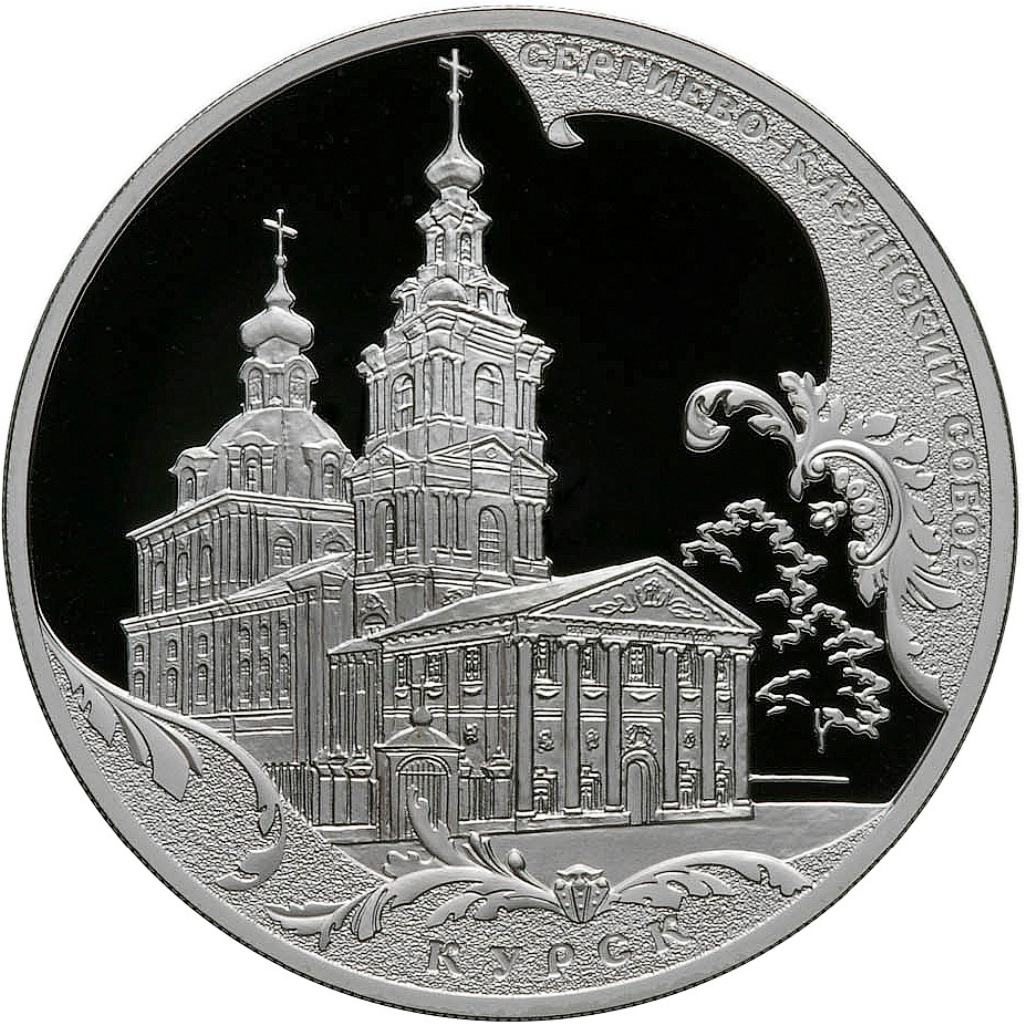
Монета 3 руб., реверс. Серия: Памятники архитектуры России. Сергиево-Казанский собор, г. Курск

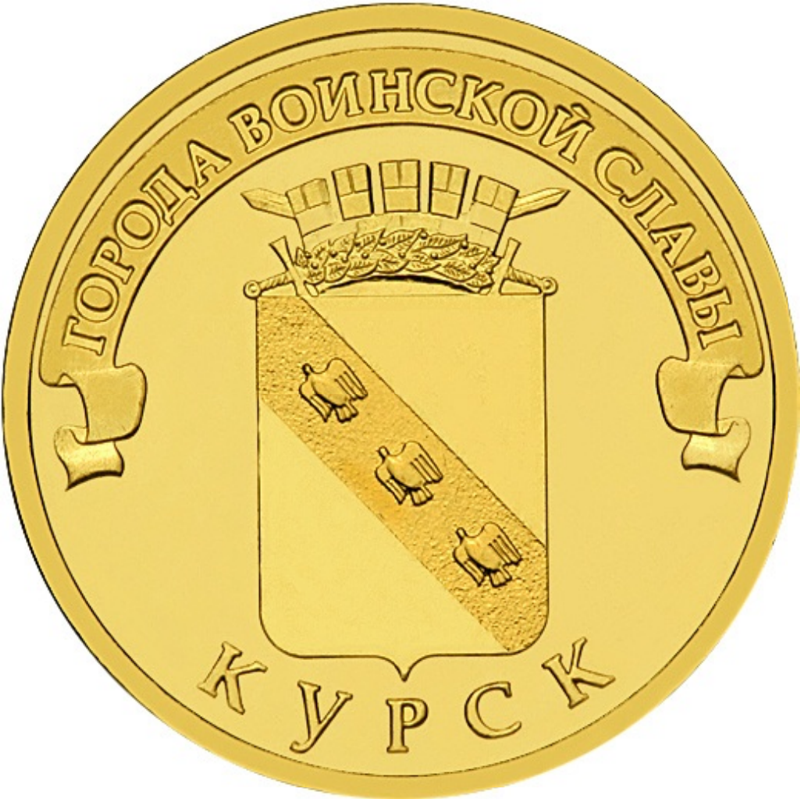
Монета 10 руб., реверс. Серия: Города воинской славы: Курск

- 1 марта 2011 года Банком России тиражом 7500 экземпляров выпущена серебряная монета номиналом 3 рубля и весом 33,94 г в серии «Памятники архитектуры России» — Сергиево-Казанский собор, г. Курск. На реверсе монеты в центре на зеркальном поле диска в картуше — изображение Сергиево- Казанского собора и очертания деревьев, на матовом поле картуша — растительный орнамент и надписи — справа вверху: «Сергиево-Казанский собор», внизу: «Курск».

Чеканка монет выполнена Санкт-Петербургским монетным двором, художник: Л. А. Евдокимова, скульптор: А. А. Долгополова.
- 30 июня 2011 года Банком России тиражом 10 млн экземпляров выпущена монета из стали с латунным гальваническим покрытием номиналом 10 рублей в серии «Города воинской славы» — Курск. На реверсе монеты в центре герб города Курска, над ним, на ленте — надпись полукругом: «Города воинской славы», внизу, вдоль канта — надпись: «Курск».

Чеканка монет выполнена Санкт-Петербургским монетным двором, художник: А. А. Брынза.

## Курск в филателии

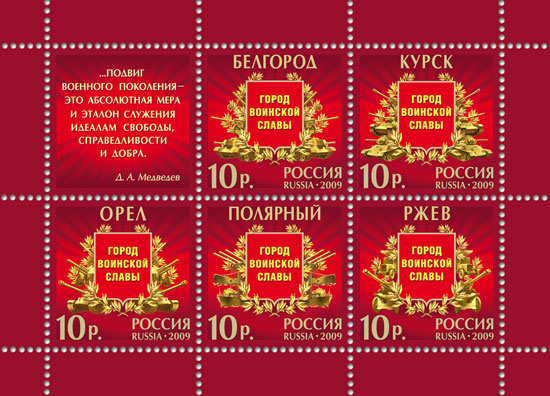
Серия почтовых марок России «Города воинской славы», с цитатой на купоне из высказывания Президента Российской Федерации Д. А. Медведева, 24 августа 2009 года

В 2009 году издательско-торговым центром «Марка» для почты России тиражом в 115 тысяч экземпляров выпущена почтовая марка № 1348 номиналом десять рублей из серии «Города воинской славы», посвящённая Курску. Дизайнер — В. Бельтюков.

## Курск в топонимике
Как минимум в 38 городах существуют Курские улицы и переулки (в том числе в Санкт-Петербурге, Владикавказе, Алма-Ате и др.) В городе Москве есть Курская улица, Курский вокзал, Площадь Курского Вокзала, Станции метро Курская Кольцевой линии и Арбатско-Покровской линии. В городе Орле есть 4 Курских улицы: 1-я Курская, 2-я Курская, 3-я Курская и 4-я Курская улица.
В честь Курска назван астероид 3073 Курск (1979 SW11), открытый в 1979 году советским астрономом Николаем Черных.

## Города-побратимы
- Россия: Чернь[источник не указан 213 дней]
- Россия/ Украина[145]: Донецк
- Россия/ Украина[146]: Феодосия[147]
- Беларусь: Гомель[148] (2004), Поставы[источник не указан 213 дней]
- Германия: Виттен, Шпайер[149]
- Республика Абхазия/ Грузия[150]: Сухум, Пицунда[151]
- Сербия: Ниш[152], Ужице[153] (1960)
- Приднестровье/ Молдова[154]: Тирасполь[155]

В 2022 году украинский Измаил, польские Тчев и Дембно, литовский Биржай прекратили, а британский город Чичестер приостановил сотрудничество с Курском из-за вторжения России на Украину.

## Известные и почётные граждане Курска
- Серафим Саровский (30.07.1754) — один из наиболее почитаемых русских святых, иеромонах Саровского монастыря, основатель и покровитель Дивеевской женской обители. Был прославлен Российской церковью в 1903 году по инициативе царя Николая II. 2 (15) января и 19 июля (1 августа) Русская православная церковь отмечает память преподобного Серафима Саровского и всея Руси чудотворца.
- Фёдор Алексеевич Семёнов (1.05.1794) — учёный-астроном, который начал первым в Курске производить метеорологические наблюдения, публикуемые в еженедельной газете «Курские губернские ведомости» и в «Сводах результатов метеорологических наблюдений» Главной Физической обсерватории в Петербурге. В 1840 г. первым из российских астрономов заявил о предстоящем 26 июня 1842 г. полном солнечном затмении, видимом в Курске. В 1856 г. опубликовал свой основной научный труд: «Таблицы показания времени лунных и солнечных затмений с 1640 по 2001 год, на московском меридиане, вычисленные Фёдором Семёновым», где содержатся данные обо всех лунных и солнечных затмениях на 160 лет вперёд. В 1858 г. за эту работу награждён золотой медалью от Императорского Русского Географического общества. Его имя носят городская библиотека и бывшая улица Нижняя Лазаретная, переименованная в Семёновскую в 1894 году к 100-летию учёного-астронома.
- Анатолий Георгиевич Уфимцев (24.11.1880) — изобретатель, создавший уличные фонари, которые были установлены на улицах городов России, летательный аппарат, двухтактные ротативные авиационные двигатели, нефтяной двигатель. Он впервые в мире создал надёжно работающую ветроэлектростанцию. Для использования в ней он в 1918 г. изобрёл инерционный аккумулятор-маховик и, совместно с профессором Ветчинкиным, предложил первое в мире ветроколесо с поворотными лопастями и переменным углом атаки, подобное используемому в современных вертолётах. Именем Уфимцева названа улица в центре города Курска, а в 1986 году в доме-музее астронома Семёнова (деда Уфимцева) была воссоздана постоянно действующая экспозиция, посвящённая творчеству изобретателя.
- Александр Александрович Дейнека (20.05.1899) — советский живописец, художник-монументалист, график, иллюстратор, скульптор, действительный член АХ СССР, Герой Социалистического Труда, народный художник СССР. В 1924 году Дейнека принял активное участие в создании Общества художников-станковистов. В период Великой Отечественной войны создал ряд выдающихся произведений: «Оборона Севастополя» (1942). «Окраина Москвы. Ноябрь 1941» (1941). Имя художника носит улица в Курске и Курская картинная галерея.